# Los Andes (Chile)
Los Andes es una ciudad y comuna chilena ubicada en la Región de Valparaíso, en la zona central de Chile. La comuna es capital de la provincia homónima y fue fundada como Santa Rosa de Los Andes el 31 de julio de 1791. Tiene una superficie de 1248,3 km² y una población de 66.708 habitantes según los datos entregados por el censo de 2017.

## Historia

### Período precolombino
Hacia el siglo XV, los incas se establecieron sobre la ribera del valle del Río Aconcagua, sometiendo a los nativos del lugar (picunches de la cultura Aconcagua), y comenzaron a establecer asentamientos en el sector, favorecido por el buen clima, la vegetación, la geografía y la cercanía con la cordillera. El principal de estos asentamientos fue denominado de distintas maneras hasta que finalmente recibió el nombre de Aconcagua.

### Descubrimiento y conquista española
El 3 de julio de 1535, el adelantado don Diego de Almagro salió del Cuzco en busca de riquezas, especialmente oro, que a decir de los incas era abundante en las regiones del sur del imperio (lo que hoy es el norte y zona central de Chile). Para ello emprendió un sacrificado viaje a través de la cordillera, con muchas dificultades y costo de vidas humanas. En su travesía, los conquistadores sometieron por la fuerza a los nativos, con violencia.
Llegado a la zona de Aconcagua, Diego de Almagro se da cuenta de que no había tales riquezas que se hablaban en Perú, por lo que decide regresar, y en sus escritos da el nombre de Chile a esta zona, pues así lo habrían llamado los incas.
Más tarde, en 1539, salió del Cuzco don Pedro de Valdivia, con la intención de dominar estas tierras para la Corona española. Sin embargo, encontró una tenaz resistencia de los indígenas, comandados por el cacique Michimalonco, amo y señor de estas tierras, muy temido entre los mismos indígenas. No obstante, en una emboscada que este intentó tender a los españoles, resultó prisionero, por lo que para obtener su libertad, facilitó 1200 de sus hombres para proporcionarle a Valdivia la información acerca de los yacimientos de oro de Marga Marga. Cuando Pedro de Valdivia viajó a Santiago a controlar una sublevación, Michimalonco y sus hombres asaltaron un astillero en Concón, y con ello prepararon una sublevación que arrasó Santiago el 11 de septiembre de 1541.
En esta zona se desarrollaba una fértil agricultura, que servía a los expedicionarios que cruzaban la cordillera para abastecerse de animales y vegetales diversos, lo que facilitó la fundación de poblados como Mendoza.
Pedro de Valdivia otorgó la propiedad de estas tierras a Monseñor Rodrigo González Marmolejo, primer Obispo de Santiago, quien intentó controlar a Michimalonco y sus hombres con gran dificultad. Más tarde, en 1552, el gobernador puso a los indios y a las tierras al cuidado de Francisco de Riberos, uno de sus mejores soldados.
El 2 de marzo de 1561, el valle y el pueblo de Aconcagua fueron asolados por un gran terremoto que provocó pánico en la población, dejando tras de sí una secuela de muertos, heridos y daños.

### Desarrollo de la aldea de Aconcagua y creación del Partido de Aconcagua
El desarrollo del territorio origina un nuevo ordenamiento territorial, surgiendo así entre 1596 y 1602 el Corregimiento de Aconcagua, al que se agregó el de Quillota, existente desde 1590. El primer corregidor de Aconcagua fue don Diego de Huerta, iniciativa que se atribuye al gobernador Alonso de Ribera. La población indígena logra mejor trato al disponerse normativas legales al respecto. El valle y la aldea continúan creciendo como un centro de producción y provisión agrícola y ganadero, formando parte de una importante ruta comercial a través de la Cordillera de Los Andes. Entrado el siglo XVIII, se construyen viviendas, se abren negocios para la actividad comercial y se mejoran los caminos para facilitar el tránsito entre Chile y Argentina. Un importante avance en la zona es la creación de Curimón en 1660, caserío que surge al amparo de un convento de franciscanos. Más tarde en 1740, el gobernador José Antonio Manso de Velasco crea la Villa de San Felipe el Real, como principal centro poblado de la zona, articulando así un sistema administrativo que permitiera poner orden en la zona y facilitar el transporte y el comercio.

### Fundación de Los Andes
Corría el año 1788 cuando en el mes de octubre, el gobernador del Reino de Chile, don Ambrosio O'Higgins, realizó una expedición por el territorio para conocer directamente las necesidades de la población, fomentar el comercio y la industria, y examinar el ordenamiento administrativo establecido. En ello, se propone examinar puntos donde establecer fortificaciones y centros poblados. Uno de los primeros lugares que visitó fue Aconcagua.Se detuvo en visitado Curimón, situado actualmente en el camino que une San Felipe y Los Andes, donde se ubica desde 1660 el convento franciscano de Santa Rosa de Viterbo, y lo había elegido para fundar una villa, pero el Párroco y los vecinos de Curimón le hicieron ver la conveniencia de fundar la nueva Villa en el sitio ubicado a los pies del cerro Quicalcura o de las Piedras Paradas, más al oriente, ya que era un lugar más accesible para los viajeros.
El 31 de julio de 1791 el gobernador del Reino de Chile, don Ambrosio O'Higgins firma en Santiago el decreto de fundación de la Villa Santa Rosa de Los Andes en el lugar conocido como "Las Piedras Paradas", pues era una zona fértil que cumplía con las condiciones para establecer un poblado que diera reabastecimiento y hospedaje a los viajeros que cruzaban la cordillera de los Andes. Le dio el nombre de Santa Rosa en honor a Santa Rosa de Lima, primera santa americana, y de Santa Rosa de Viterbo, patrona del convento franciscano de Curimón.

### La Villa colonial
La ciudad de Los Andes es una fundación colonial, una creación de fines del siglo XVIII. Es un acto consciente, racional del Estado colonial al mando del Gobernador Ambrosio O’Higgins. Principalmente se necesitaba un núcleo urbano que articulara el tráfico cordillerano y, secundariamente, sirviera de espacio de provisiones para las actividades mineras de Río Colorado. La ciudad, en relación con estos roles, se iba a constituir en un lugar de concentración de la dispersa y densa sociedad rural de los alrededores. El crecimiento de la población y de la producción agrícola en un plano de valle reducido como el de Santa Rosa, posibilitó la proliferación de aldehuelas y caseríos dispersos entre los intrincados laberintos de caminos, calles y callejones del campo, la que fue gradualmente asentándose en la nueva Villa
La fundación de la ciudad en 1791, como acto de construcción de una realidad urbana inexistente, debe ser leída por lo tanto como un proyecto, como una apuesta de futuro. 
Más tarde, el gobernador Gabriel de Avilés, realizó la repartición de los solares entre los vecinos y dispuso el trazado de la villa, obra para la cual contrató al arquitecto Joaquín Toesca, el mismo que realizó el proyecto del Palacio de la Moneda y la Catedral Metropolitana de Santiago. El primer alcalde fue don José Miguel de Villarroel y el primer párroco fue el Presbítero Bernardo Barahona.
Hacia 1798, el nuevo alcalde don José Ignacio Díaz Meneses elaboró el primer plano de la villa, formado por 64 manzanas. También presentó la solicitud para formar el Partido de Los Andes, separado del partido de Aconcagua, con capital San Felipe.      
El plano que adjuntamos de 1798 expresa esa idea de proyección, ya que no es referencia de la ciudad real, sino que es el diseño que va a organizar la estructura de la planta urbana para la distribución racional y numerada de solares. Se describe un clásico damero hispánico, implementado desde el siglo XVI en América, con la propuesta de 48 manzanas para vivienda, y una manzana central con un vacío para la explanada de la plaza central, que es el que efectivamente se llevará a la práctica. Pero también en ese plano se puede observar, en los costados sur y poniente, luego de las cañadas o alamedas (actuales Av. Argentina y Av. Santa Teresa) una serie de manzanas diseñadas como ejidos para la ciudad, es decir, espacios de usufructo comunitario de tipo agropecuario, los que no fueron implementados del todo.
El plano de 1798 nos describe a la ciudad proyectada, nos promueve una idea, antes de que los vecinos comenzaran a avecindarse concretamente en ella. Debemos recordar que la fundación de Los Andes se realiza en julio de 1791, y era el primer proyecto de organización del espacio para racionalizar y demarcar los solares a entregar en esta parte del Valle de Aconcagua.
La fundación de la ciudad de Los Andes se inscribe así en las intenciones modernizantes del Estado borbónico español, un desarrollismo ilustrado de corte autoritario que tuvo en el gobernador Ambrosio O’Higgins uno de los más altos representantes de su tiempo en América del Sur. La fundación de Los Andes fue moderna desde el inicio, como política estatal, en su diseño racional equilibrado y como esfuerzo humano por la construcción futura entendiendo la historia como progreso.
Ello a nivel de proyecto urbano de fines del siglo XVIII, porque su población, sus costumbres y cultura social seguían apegadas a la tradición, al credo temeroso del cristianismo institucional y a la reproducción de patrones sociales de tono rural.
Hacia 1799 la ciudad contaba con 897 habitantes que vivían en 63 casas de teja y 54 ranchos, lo que correspondía a 117 solares ocupados de los 192 diseñados. Una pequeña aldea aún, pero que comparada con los primeros años de la Villa de San Felipe el Real, era un auspicioso comienzo debido al flujo intercordillerano.
Caballos, mulas, viajeros, arrieros, necesitaban hospedajes, servicios y pertrechos que brindaba Los Andes. De hecho, a inicios del siglo XIX, más del 32% de los hombres adultos de la Villa eran arrieros, demostrando la importancia del tráfico internacional para Los Andes. 
Antes de la fundación de la ciudad, el Camino de Cuyo a Santiago recorría el Valle Aconcagua por el sector del Portezuelo de Santa Rosa, detrás del actual cerro de la Virgen. En agosto de 1792 se terminó de habilitar la vía que conectaba en racional línea recta la Cuesta de Chacabuco con Los Andes, la Calle Larga de Santa Rosa, lo que potenció y consolidó su crecimiento al concentrar los flujos entre la nueva Villa y la capital.
La ciudad iba construyendo sus casas de adobe y teja en un piso con grandes patios interiores; la plaza era una explanada de tierra donde se realizaban corridas de toros y se pregonaban bandos, y en torno a ella se emplazaban la cárcel, el cabildo, la parroquia, las principales tiendas y los vecinos más importantes.

### Período de la Independencia
La villa adquirió notoriedad en la época de la Independencia de Chile, pues después del Desastre de Rancagua pasaron por ella las tropas patriotas en dirección a Mendoza. Previamente, la villa había colaborado con hombres para formar parte, como soldados, del ejército patriota para enfrentar a los realistas.
En 1817, una sección del Ejército Libertador de los Andes que cruzó por el paso de Uspallata al mando del coronel Juan Gregorio de Las Heras, tomó posesión de la villa de Los Andes, liberándola de la autoridad realista (18 de enero de 1817), siguiendo horas más tarde camino hacia Curimón, donde se juntarían con la sección principal de las tropas, comandada por Bernardo O'Higgins y José de San Martín para seguir rumbo a Chacabuco donde el 12 de febrero de 1817 vencieron sobre los realistas y pudieron más tarde recuperar Santiago.
Los Andes en el siglo XIX
Los Andes en la colonia, aunque inició dependiendo de San Felipe, se independizó como Partido en 1804. Con la organización de la República, fue capital de Departamento al interior de la Provincia de Aconcagua, cuya capital era San Felipe. En el Departamento de Los Andes, junto a la actividad de tráfico comercial y minería, el entorno rural poseía una potente producción agrícola la que va tomando especial relevancia, sobre todo después de 1850, cuando desde mercados tan alejados como California, Australia e Inglaterra demandan grandes cantidades de trigo y harina que el Valle producía desde el siglo XVIII.
La población crecía gradualmente, pasando de los 802 habitantes en 1813 a cerca de 1500 en 1824 y a alrededor de 3000 personas en 1843. A mediados del siglo XIX, la ciudad seguía creciendo, pasando de 3695 en 1854 a 6369 habitantes en 1865. 
Este último año marca un hito histórico en la ciudad. El aumento de su población motiva el otorgamiento del título de ciudad por parte del Estado, al tiempo que se prendían los primeros 26 faroles a gas en torno a las principales calles del centro; a la plaza le aparecían paseos pavimentados, árboles y jardines; y al año siguiente se fundaba el primer periódico, El Cóndor de Los Andes, conformando una incipiente opinión pública. La ciudad iba dejando tímidamente sus marcados rasgos coloniales, incorporando ciertos símbolos de modernización urbana y modernidad cultural debidas a la influencia europea, como acontecía en otras ciudades chilenas y del continente.
La planta de la ciudad seguía siendo la misma cuadrícula de siete manzanas por costado. Pero había comenzado un proceso de subdivisión de los solares, de construcción de nuevas residencias, de refinamiento de fachadas, de empedrado de las principales calles, dejando lentamente la imagen de aldea colonial campesina de inicios del siglo XIX.  
Este crecimiento tomó nuevo impulso con la llegada del ramal del ferrocarril en 1874. Era un símbolo del imaginario moderno, al tiempo que empujaba una serie de modernizaciones materiales haciendo continuo y expedito el embarque de los productos agrícolas hacia Santiago y el Puerto de Valparaíso (de ahí a mercados nacionales e internacionales), en un esquema de expansión del sistema capitalista a nivel mundial. La positiva influencia económica y productiva del Ferrocarril hizo necesaria la construcción del puente David García, inaugurado en 1885, que intensificará las dinámicas de relación con los poblados rurales del sector conocido como Aconcagua Arriba, actual comuna de San Esteban. 
Este influjo económico y social se vio potenciado por la incorporación al país de las regiones salitreras del norte después de la Guerra del Pacífico (1879-1884). El Estado engrosó sus arcas vía tributo de las compañías extranjeras que explotaban el mineral, financiando una serie de adelantos y obras públicas que cambiaron el rostro de las ciudades chilenas. El edificio de la Gobernación de Los Andes y la Escuela Modelo (actual Centro Cultural), se inscriben en este esfuerzo público. 
Por su parte, la oligarquía local construyó viviendas o remodeló fachadas en la nueva moda de la arquitectura historicista y neoclásica, escondiendo las tejas y el adobe que rememoraban el pasado colonial. Las principales arterias exteriores, se denominaron alamedas. La Alameda del poniente se llamó “del Progreso” puesto que era la vía que conectaba hacia el ferrocarril y donde se emplazaban algunas agroindustrias, y la del norte se denominó “del Recreo” porque se transformó en un paseo urbano que se iba forestando para dar cabida a expresiones de sociabilidad, recreación y contemplación de tipo romántico, espacio resguardado ya que en esos tiempos no conectaba con el camino internacional, vínculo bloqueado por casas quintas y luego el Ferrocarril Trasandino (como se observa en el plano). La comunicación con Argentina, desde el oriente, era por Calle Uspallata (actual General del Canto) y de ahí a  del Comercio (actual Calle Esmeralda) eje que continuaba por los Villares a Rinconada y más allá. 
Otro de los adelantos de este tiempo es la red de agua potable, cuyos estudios se iniciaron en 1888 para entrar en funciones en 1890, desde un estanque instalado en el Cerro de las Piedras Paradas, al costado sur de la calle Gral. Del Canto, recinto que aún se utiliza con la misma función. El agua llegó a la gran parte de damero urbano, pero no a las viviendas de las cañadas y los caseríos suburbanos.
Francisco Astaburoaga escribió en 1899 en su Diccionario Geográfico de la República de Chile: 748  sobre el lugar:
La población aumenta desde 6.445 habitantes en 1875 a 7.533 en 1885 y 8.097 en 1907, crecimiento que se da en la misma planta urbana. La ciudad se densifica apareciendo conventillos y cités (insalubres, hacinados, foco central de la llamada “cuestión social”), presión por vivienda que decanta en la subdivisión de las propiedades urbanas para responder a las herencias, nuevas familias y espacios para locales comerciales.
A nivel nacional, el orden social oligárquico de corte liberal se estructuraba basada en la exportación de minerales, con una elite que dominaba el Estado. A escala comunal, la sociedad urbana estaba constituida por una pequeña oligarquía, dueña de haciendas y del gran comercio local, que comenzaba a ostentar cierto lujo en la plaza y en el templo; unos muy reducidos e incipientes grupos medios asociados a empleos públicos y privados y el comercio; y una gran masa popular laborando como peones, jornales, comerciantes informales, domésticas, lavanderas y costureras, un significativo grupo de artesanos (que fundan su sociedad en 1877). Grupos en proceso de proletarización conformaban la fuerza de trabajo de las agroindustrias del sur poniente de la ciudad (antigua fábrica OSO, hoy Supermercado, y antigua Molfino, fideos, molinos, etc.), y otras como la fábrica de cervezas, curtiembres y molinos. 
Importancia tienen los inmigrantes españoles e italianos que llegan a hacia fines del siglo XIX, arrancando de la crisis social en Europa, y que se destacarán en Los Andes en el comercio y la producción local, fundando el Círculo Italiano y el Centro Español.
En 1902, en el marco de la concreción de los Pactos de Mayo, que resolvieron pacíficamente las tensiones entre Chile y Argentina, se inauguró el monumento a Virgen del Carmen en la cima del Cerro, resignificando ese espacio para la ciudad y articulando un nuevo circuito social recreativo y contemplativo. Obra pionera, que será imitada por otras ciudades de Provincia como Talca.
El mismo año se creó Los Andes (SILA), fábrica de elaboración de cáñamo que marcó época en la ciudad, con una población para sus trabajadores, activando una red de productores (fundos y parcelas) que la abastecieron de la materia prima, complementando la de los propios terrenos de la industria.
La ciudad desde fines del siglo XIX, por el crecimiento de la población había densificado la ocupación del suelo urbano, extendiéndose con residencias por las principales avenidas de acceso a la ciudad, como Coquimbito y General del Canto, Calle Larga, Chacay, San Rafael, los Villares, el Callejón Angosto, el camino a Tres esquinas (actual Av. Rep. Argentina).

### La ciudad en 1910: El Ferrocarril Trasandino y el Barrio Centenario
A esa altura, ya estaba en construcción una obra de ingeniería de importancia mundial que significará un umbral en el desarrollo histórico de la ciudad: el Ferrocarril Trasandino. 
Luego de años de construcción, en abril de 1910 –año del Centenario de entró en operaciones el servicio que conectó el Océano Pacífico con el Atlántico atravesando de los Andes, lo que aumentó exponencialmente la carga de ese tráfico internacional y el flujo de personas e ideas. Los Andes cambió su fisonomía histórica con el Trasandino, viéndose estimulada la producción agrícola y la creación de un pequeño núcleo industrial, con una metalúrgica, nuevas conserveras y fábricas, la arquitectura de bodegajes que aún puede verse en Av. Argentina. 
El aumento del comercio y la producción hicieron posible la construcción de viviendas en estilos art déco y Art Nouveau, y desde 1930 en el racionalismo. Gran importancia tiene Nicolás Falconi, arquitecto que se radicó por esos años en la ciudad, dejando importantes construcciones privadas. A nivel cultural, el contacto permanente y cotidiano con ideas y personas provenientes de otras latitudes desde los inicios de, se vio fortalecida con el Ferrocarril Trasandino al potenciar nuestra condición de puerto seco habituado a interactuar con ciudadanos de Sudamérica y el mundo, situación bien particular aún hoy para una ciudad provinciana como Los Andes. A nivel social, se engrosó el número de ferroviarios, como de otras funciones laborales asociadas, quienes le imprimían un carácter a la ciudad por su identidad y fuerza gremial. 
Si bien es cierto que se densificaba y subdividía el centro urbano y proliferaban residencias a lo largo de sus principales accesos viales, la ciudad necesitaba una expansión formal que permitiera una mayor oferta de suelo para la construcción de viviendas para los nuevos sectores obreros e incipientes grupos medios. 
En 1910 el fundo de Ramón Bravo, al costado sur de la ciudad, fue loteado para la venta de sitios de distintas dimensiones, y que por el año de su inicio se conoció como  “El Centenario”, que cambió la fisonomía de la ciudad y la orientación de su expansión física, barrio del que hablamos más adelante.
El Ferrocarril Trasandino (por su influencia económica, social y cultural) y el inicio de la construcción progresiva del Barrio Centenario (por la extensión formal de la ciudad hacia el sur), marcan un hito en la historia urbana y social de Los Andes que se vincula a otro de carácter nacional: la conmemoración de los primeros cien años de  de Chile.

### La ciudad se moderniza, 1920-1940
Luego de la crisis mundial de 1929, que cambia el orden social y político de Chile, se pasa a la construcción progresiva de un Estado de compromiso y un proceso de industrialización que busca sustituir las importaciones, intenciones reforzadas por la presidencia del pocurano Pedro Aguirre Cerda. Todo ello influencia positivamente a la ciudad que ya tenía en funcionamiento el Trasandino. Se consolidaron y expandieron las agroindustrias conserveras, de fideos, molinos, cáñamos, y se desarrollaron algunas actividades mineras. El comercio se potenció al recibir productos vía ferrocarril, y la actividad hotelera y de servicios mostraba gran vigor. 
Ello provocó la llegada a la ciudad de un importante número de migrantes de localidades rurales aledañas y del Norte chico, redundando en el aumento de la población urbana, la que aumentó de 9.007 habitantes en 1920 a 10.502 en 1930, y 14.008 en 1940. Esa mayor población hizo necesaria la intervención a nivel de diseño y planificación urbanas para el desarrollo de la ciudad, por lo que se contrató al connotado urbanista alemán Oscar Prager, avecindado en Chile desde 1926, para la realización de un ambicioso plan para Los Andes, el que aun cuando no se adoptó en sus proposiciones centrales, como el de las viviendas económicas con manzanas cuadriculares que prolongaban la trama del damero hacia el sur-oriente o las circunvalaciones, dejó su huella en la ideación de un Parque Urbano con un Estadio adosado; o como en la calle Perú oriente, dos calzadas con bandejón verde que se esperaba continuaran hacia el poniente hasta rematar a la entrada del Estadio. 
La ciudad seguía creciendo y aumentaba el número de escuelas y liceos, la cantidad de tiendas y comercio al detalle, la actividad económica se dinamizó entregando nuevas plazas laborales. Se modernizaban las fachadas y construían nuevas viviendas en el centro urbano en estilos Art decó, racionalista, y la particular “arquitectura de barco”, casas de líneas curvas y ventanas circulares (inspiración del Hotel Plaza, 1937 o el Hotel Continental). Se remodela la plaza de armas, con la implementación de una pérgola al centro del costado sur y la construcción de un odeón en el norte (1937) para las retretas musicales, iniciando un proceso de democratización social del centro de la plaza, cuya espacialidad seguía socialmente delimitada: los sectores populares paseando en los costados y la alta sociedad en sus pasillos interiores. 
En estas décadas, la demanda por vivienda experimentó una nueva alza, por el crecimiento de los sectores de empleados públicos y privados como de obreros ferroviarios y agroindustriales. De este modo, en 1940 se entrega, el primer conjunto de viviendas en serie que realizó el Estado en la ciudad hacia el norponiente del damero fundacional, pequeño grupo de casas en un piso. Le siguió Libertador en 1949, en Díaz a metros de Ferrocarriles, en gran parte para empleados de ese rubro, conjunto de viviendas de uno y dos pisos y departamentos de buena calidad y ubicación. 
Algunas agroindustrias proveyeron de viviendas a sus empleados con grandes conjuntos como el caso de SILA o pequeños como  El Molino (1947), ambas al norte de la ciudad. 
Las cooperativas obreras y de empleados construyeron conjuntos residenciales en los paños agrarios al poniente del damero fundacional, desde los accesos de los Villares, las prolongaciones de Rodríguez y  Yerbas Buenas, lo que extendió la estructura urbana, albergando a, las casas de empleados particulares y  Palmas, todas ellas de fines de los años 40 e inicios de la década de 1950, con sólidas casas y amplios sitios, con una hermosa y sombreada plaza central con escuela pública al costado. También para obreros y empleados fue (1957), una de las primeras obras de  de  (CORVI) en la ciudad.
La población urbana en estos años aumenta levemente, pasando de 19.050 habitantes en 1952 a 20.904 en 1960, saldo positivo que se presenta sólo en Los Andes, ya que ciudades y localidades aledañas muestran crecimientos negativos, dada la gran atracción poblacional que ejerce el desarrollo urbano y económico del gran Santiago, que estimuló la migración de provincias aledañas a la capital.

### La demanda por vivienda a mediados delsigloXX
Sin embargo, los sectores populares que no tenían estabilidad laboral ni recursos para los ahorros y las mensualidades que solicitaba  o las Cajas de Ahorro, siguieron llenando y hacinando los conventillos y cités de la ciudad, los que en malas condiciones estructurales y sanitarias mantenían una población cautiva. Pero aún esa oferta precaria de vivienda se vio superada por la constante demanda de estos sectores empobrecidos. Fue así como se fue constituyendo el gran campamento  o “Población Callampa” del Río, en torno a la piscina Quillagua, lugar que será conocida como Población Hermanos Clark. Gracias a la propiedad municipal de los terrenos, originalmente pensados para un parque y luego matadero, se fueron otorgando permisos a algunas familias para asentarse, luego otras y otras. Creció a tal nivel la población pobre del Río, que las familias tuvieron que buscar nuevos terrenos al poniente de  Clark, formando la Población David García (hoy Campamento Bici cross). A inicios de la década de 1960 los campamentos del Río llegaron a representar en torno al 10% de la población urbana total de la ciudad, eran la cara no amable del desarrollo y la modernización de mediados del siglo XX. Ambas poblaciones del Río se caracterizaron por gran cantidad de problemas sanitarios (pileta colectiva para agua potable, ausencia de alcantarillado y duchas) y socioeconómicos (pobreza, hacinamiento, dieta reducida), pero también desenvolvieron relaciones de solidaridad, de identidad, de creatividad, y de gran organización en clubes deportivos, los comités de erradicación, fiestas de la primavera, procesiones religiosas, etc.
Como parte constitutiva de nuestra condición histórica, los terremotos marcan hitos en ese devenir. El de 1965, que afectó a la zona central, dejó en paupérrimas condiciones a gran cantidad de familias del Río. Así, en los planes de participación comunitaria y reformas estructurales que impulsa el Gobierno de Frei Montalva, se lleva a cabo la primera iniciativa de autoconstrucción de la ciudad: Población Ambrosio O’Higgins, erradicando a más de doscientas familias del Río afectadas por el terremoto.
Paralelo a ello, en 1964 se había inaugurado la población Arturo Prat, para ferroviarios y empleados, conocida en los primeros años como “Maracaná” por haberse construido en los terrenos de una popular cancha de fútbol, al sur del Barrio Centenario. Al lado de ella, se construía la pequeña Población de Obreros Municipales. En 1965,  entregaba uno de sus mejores proyectos, ubicado inmediatamente al sur del damero fundacional: la Población J. J. Aguirre, para obreros y empleados de capas medias, del que hablaremos más adelante. 
En el marco de ese crecimiento urbano, en 1966 se promulgó el primer Plan Regulador de la ciudad, el que planteaba un proceso de crecimiento desde el centro urbano por etapas, estructurando “supermanzanas” con sub-centros equipados, y la habilitación de anillos viales que circunvalaran la ciudad, como la apertura de una calle que conectara con el Camino Internacional por Coquimbito. 
Muchas de sus propuestas no se implementaron, pero ese Plan establecía un programa de desarrollo con sentido urbano en el marco del pensamiento reformista de orientación democrático-social en boga en la época.
Hacia finales de la década del ’60, la ciudad se sigue expandiendo. En eso tuvo una alta incidencia las industrias locales, que aumentaban su participación en el mundo laboral, la industria automotriz, las conserveras, las fábricas de fideos, que -entre otras- dinamizaban la producción local. De hecho, el Plano Regulador de 1966 indicaba la creación de un barrio industrial hacia el poniente, en torno a la ubicación actual de la automotriz Cormecánica.  
Por otro lado, a inicios de los ‘70s, se inicia la operación de lo que conoceremos como Codelco División Andina, pasando a ser parte del Estado con la nacionalización del cobre en el Gobierno de Salvador Allende. Este yacimiento, además, contemplaba la construcción de una aldea minera para albergar a los trabajadores: Saladillo, que contaba con excelentes equipamientos para una vida relativamente autónoma, llegando albergar cerca de 3.000 personas en la época de mayor ocupación, lo que influyó en el aumento de la población comunal y urbana de Los Andes. 
Por su parte, las cooperativas de vivienda de  Los Andes (SILA) dan como resultado el surgimiento de un gran conjunto residencial en los terrenos de la industria hacia el nor-poniente del centro urbano, denominados Asturias, Chacabuco y Sila, que hoy conocemos como Población Chile-España. Por su parte, el exitoso programa de autoconstrucciones del Gobierno de Frei sigue rindiendo frutos con los Comités de las Poblaciones Manuel Rodríguez y Gabriela Mistral. 
La operación Sitio y la Ley de Tabaco (impuesto para comprar terrenos para vivienda en  de Aconcagua) permiten que un segundo grupo de pobladores del Río fuera erradicado y se trasladaran hacia el sur, conformando la actual Población René Schneider, autoconstrucción en paneles de madera. Un tercer y último grupo, que no aceptó el proyecto anterior, presionó por viviendas sólidas, las que se concretaron en el Gobierno de Salvador Allende, dando paso la Población 11 de Julio (conmemorando el día de nacionalización del cobre), que cambió forzosamente su nombre por Yerbas Buenas en tiempos de, hoy conocida como Alonso de Ercilla. Otras erradicaciones de pobres urbanos, son las de  y la 1ª etapa de  (de autoconstrucción), esta última formada por un campamento de emergencia ubicado en los terrenos del actual Cesfam Centenario, producto del terremoto de 1971.
La CORVI concreta otro ambicioso proyecto de departamentos hacia el sur del centro urbano: del Mar, conjuntos de monobloques de cuatro pisos con un centro comercial y buen acceso vial. Este mismo diseño se pensaba implementar en  la manzana frente al Liceo Max-Salas, Libertadores, pero solo se construyó un conjunto de los cuatro proyectados. En distinto diseño, en 1976, se termina el conjunto Cacique Vitacura, departamentos de dos pisos a un costado de, hoy Av. Santa Teresa sur.
Como se observa, en los años que van entre 1964 a 1976 la ciudad extiende su planta física, creciendo en viviendas y barrios. En estos años, el Estado, las cooperativas de obreros y empleados, en conjunto con el capital comunitario de las autoconstrucciones, cambian la cara de la ciudad al producir una gran cantidad de conjuntos residenciales, cuya gran mayoría buscaba constituir barrios, es decir, espacios colectivos con plazas, sedes vecinales, pequeños centros comerciales y escuelas que fomentaran la integración comunitaria, la participación social y la identidad barrial. Óptica que se enmarcaba en los proyectos globales de democratización de la ciudad y del acceso a la vivienda en el marco de concepciones políticas de inclusión y transformación social en las que el Estado se visualizaba como promotor y responsable de otorgar calidad de vida al conjunto de sus ciudadanos, lo que se vio interrumpido por el Golpe de Estado, gatillando la supresión de la CORVI y la creación del SERVIU (Servicio de Vivienda y Urbanismo) en 1976.
En estos años la ciudad consolida su crecimiento hacia el sur, vocación que había abierto el Barrio Centenario en 1910. Las poblaciones Pucará, René Schneider, Villa Sarmiento colocadas hacia el sur, más allá del radio urbano construido, se convirtieron en puntos que arrastran la ciudad hacia esa dirección, con lo que después se llenarán los paños agrarios entre estos focos y el centro urbano. 
Así, hacia finales de los años ‘70s se siguen las etapas de la Población Pucará, rebautizada en los ‘80s como Barrio de la Concepción, de la 2ª a la 9ª etapa, finalizada en 1983. La 3ª etapa de ese barrio corresponde a una serie de bloques de departamentos de tres pisos, que marcaba el límite urbano construido por Calle Los Morenos. Entre la Pucará y la Remodelación Viña del Mar, a inicio de la década de 1980 se construyen los conjuntos Degania y Geraldini.  En este mismo tiempo, se completan la 2ª y 3ª etapas de Villa Sarmiento. 
Uno de los buenos proyectos de esos años (1979) en términos de calidad de viviendas y diseño urbano fue la Villa Minera Andina. Como su nombre lo indica, era un barrio de obreros y técnicos de la minera financiado por la cuprífera local, que contempló casas pareadas sólidas de dos pisos con una serie de bloques de departamentos, cuyo eje central (calle Santa María) contiene un extenso bandejón verde que amortigua la relación de las viviendas con dicha vía, donde se encuentra un pequeño terminal para los buses de trabajadores. Por su gran extensión y por la población que alberga, se dotó de equipamientos comunitarios como Colegio, Capilla, campo deportivo, un área central con Multicancha, Plaza y centros comerciales, con viviendas y espacios públicos de dimensiones apropiadas para una buena calidad de vida.
Debido a la reestructuración económica de los años de la Dictadura, el área rural consolida la fruticultura de exportación. Parrones, algunos nogales y duraznos, se extienden por sobre antiguos paños de alfalfa, cáñamo y trigo. El área de servicios y comercio crece debido al incremento sostenido del tráfico internacional carretero (el Ferrocarril Trasandino dejó de funcionar en 1984). La misma ciudad genera un área de servicios privados y públicos para hacer frente a la demanda de la población local. Minera Andina sigue expandiendo su producción, aumentando el número de trabajadores directos e indirectos. Todo ello trajo una renovada atracción laboral, con lo que llegan nuevos habitantes a la ciudad. 
Se visualiza un sector alto vinculado a las empresas agrícolas y al gran comercio local, sectores de clase media acomodada vinculados a profesionales de la gran minería, capas medias que laboran en los servicios públicos y privados y el comercio al detalle, y un heterogéneo mundo popular que oscila entre operadores y obreros de la minería, técnicos y trabajadores de agroindustrias y agricultura, trabajadores del sector servicios y comercio, trabajadores urbanos de servicios de la construcción (albañiles, gásfiter, electricistas). Aun cuando los sectores populares no presentan grandes niveles salariales, la ciudad y la provincia de Los Andes, desde estos años se caracterizan por una situación de pleno empleo (alrededor 3% de cesantía) o cercana a él, sobre todo en los meses que van de septiembre a abril, por el influjo complementario de las actividades agrícolas. Los sectores menos educados y más empobrecidos, que nutren las filas de temporeros agrícolas o jornales urbanos, en relación con la natural oscilación cíclica del trabajo agrícola o las faenas de construcción, son los que más sufren la inactividad en el invierno.

### Fines delsigloXXe inicios delsigloXXI(2012)
Las favorables condiciones económicas de la ciudad, su buena ubicación respecto de centros urbanos mayores como Santiago y Valparaíso y la calidad de vida a escala humana que ofrece, contribuye al asentamiento de nuevas familias llegadas de varios puntos del país. La población urbana de la comuna de Los Andes aumentaba rápidamente, pasando de los 24.820 habitantes de 1970 a los 38.228 de 1982, mayor población que demanda viviendas, servicios, educación y salud.
En la extensión y diversificación de la estructura urbana de Los Andes, la ciudad comienza un proceso de segmentación y segregación geográfica de los conjuntos residenciales. Hacia mediados de los años ‘80s se llevan a cabo conjuntos habitacionales de clase media en Villa, hacia el extremo sur-oriente de la mancha urbana, así como vivienda de clase media alta aparecen hacia el poniente, por calle los Villares. 
En 1984 se entregan 164 casas, pertenecientes a la Población Los Libertadores. Dos años más tarde, a un costado de la anterior se concluye la Población Cristo Redentor, con 146 viviendas lo que inicia un proceso de concentración de sectores populares y viviendas sociales en el extremo nor-oriente de la ciudad, alejados del centro urbano al cual deben acudir por servicios educacionales, de salud, administrativos y de comercio. Es una segregación residencial que tenderá a provocar distintos problemas sociales y de convivencia comunitaria cuando se vayan agregando nuevos y mayores conjuntos de vivienda social. Este gran barrio se amplía y refuerza con la construcción en los años 1991-92 de las dos etapas de la Población Bellavista. 
A inicios de la década de 1990 la ciudad volvía a extenderse. La presión por vivienda de clase media y el empuje de nuevas empresas inmobiliarias perforan paños dedicados a parronales. En 1991 se entrega la Villa Bicentenario, en el marco de los doscientos años de Los Andes, que abre la ciudad hacia el poniente, al costado sur de Calle San Rafael. Le siguen al costado norte de la misma vía, Villa El Bosque y Villa Alborada, y luego la instalación del Liceo Mixto.
Hacia los mismos años,  la Villa El Remanso se abre paso por los parronales que se encontraban a un costado del Callejón de Los Morenos, empujando el límite urbano hacia el sur. Esto traerá grandes consecuencias en la extensión física de la ciudad, puesto que desde la segunda mitad de la década de los ’90 comenzará la construcción de un gran conjunto de clase media, que irá creciendo en sucesivas etapas, y será conocido como Villa El Horizonte. Este hecho es relevante para la historia de la ciudad, ya que hizo que la mancha urbana se extendiera hacia el sur hasta tocar el límite comunal y del suelo urbano que establece el Plan Regulador vigente, que data de 2003. 
A mediados de la década del ’90, la construcción de vivienda social tiene dos grandes hitos, por su ubicación como por su envergadura en cantidad de viviendas. Son los conjuntos de Los Copihues y Alto Aconcagua. El primero es un conjunto departamentos de bloques circulares cerrados sobre sí mismos, los que a su vez generan un círculo mayor con una circunvalación que los conecta y una plaza central, conjunto ubicado hacia el nor-poniente de la ciudad con más de 500 departamentos. Tres años después se entrega Aconcagua, más de 700 departamentos ubicados al nor-oriente del centro urbano, con lo que se afianza dicho barrio. Son viviendas sociales de dimensiones reducidas, que concentran gran cantidad de familias jóvenes que vivían de allegados en las viviendas de sus padres, en los barrios populares históricos de René Schneider, Alonso de Ercilla, Pucará, conectando la historia social de esos barrios (erradicaciones de campamentos, baja escolaridad), con el nuevo escenario urbano de vulnerabilidad social y segregación espacial en departamentos alejados del centro urbano. 
El himno oficial de la ciudad de Los Andes fue escrito por el profesor Avelino Curaqueo Epuñan, siendo incorporado como himno oficial de la ciudad de Los Andes en 1994.
La expansión de la explotación de Codelco División Andina, conllevó la llegada de una gran cantidad de inmigrantes provenientes del sur, entre otros un significativo grupo de lotinos, para la construcción y puesta en marcha de la ampliación del proceso productivo minero. La figura del trabajador contratista se expandió y hoy es parte de la geografía social de la ciudad. La población urbana de Los Andes vuelve a crecer pasando de 46.417 habitantes en 1992 a 55.388 en el año 2002, crecimiento que sigue estando sobre la media regional y nacional. 
A inicios de la década de 2000, la ciudad se extiende hacia el norte-poniente. En este sector sólo existía el conjunto “Jardines Familiares”, antigua cooperativa que agrupa viviendas con extensos sitios pensados para huerto y habitación. La necesidad de terrenos a bajo costo determinó que se buscarán lotes hacia esa dirección, más allá de la línea del Ferrocarril, para la construcción de viviendas sociales. Así, el año 2000 se entregan los departamentos denominados Portal Nevado, que inicia un proceso de urbanización del sector. Se suman luego, Portal Arunco, Portal Juncal, terminando con Villa María Paula (2004-05), del programa Viviendas dinámicas sin deuda, mediante un solo pago y con la posibilidad de ampliarse, las que se inscriben programas sociales para los sectores más pobres. Los terrenos adyacentes ya están concebidos para nuevos conjuntos de vivienda social.
Hacia el nor-oriente, los departamentos de la Villa San Alberto (2004) y las casas de Villa Primavera (2008), mediante el mismo sistema de vivienda dinámica sin deuda o fondo solidario, amplían y densifican los conjuntos sociales del sector.
Paralelo a ello, el centro urbano entraba en el marco de protección patrimonial del casco histórico que impone la Zona Típica (con todas las complejidades de su gestión y respeto relativo de normas). La plaza se remodela, se recuperan fachadas y antiguas casas, parte del Hotel Plaza se convierte en centro comercial. 
Barrios de clase media acomodada se observan en las villas Vista Cordillera y El Encuentro, entre otros conjuntos que amplían la ciudad hacia el poniente.
Las sucesivas etapas de los Jardines de Los Andes, Villa Los Morenos, y Villa El Patagual, densifican y engruesan la estructura urbana hacia el sur, complementando la penetración abierta por  Horizonte.
La ciudad de Los Andes, en estos más de doscientos veinte años, ha transitado desde un damero de 49 manzanas, a una mancha urbana que crece fuertemente hacia el sur y hacia poniente, gracias a las facilidades naturales del plano de Valle. En el nor-oriente, conectado con la ciudad, pero separado del centro urbano se asienta un gran barrio de poblaciones de vivienda social. Se pasa de 897 habitantes en 1799 a 55.388 en 2002, con un incremento sostenido desde 1960, debido al influjo de la economía de servicios, agrícola, agroindustrial y minera. Un recorrido histórico que ha cambiado a la ciudad desde una aldea tradicional de origen colonial a una ciudad modernizada, que la pone frente a nuevos desafíos futuros, a nivel mundial de la economía cuprífera y de nivel continental en los servicios de transporte para cruzar de los Andes.
Actualmente, la comuna de Los Andes deslinda con los siguientes territorios; las comunas de San Esteban y Santa María al norte, al sur las comunas de Calle Larga, Colina, y Lo Barnechea, siendo estas dos últimas de la Región Metropolitana, al este con Mendoza, Argentina, al sudoeste con la comuna de Rinconada y al oeste con la comuna de San Felipe.

## Geografía

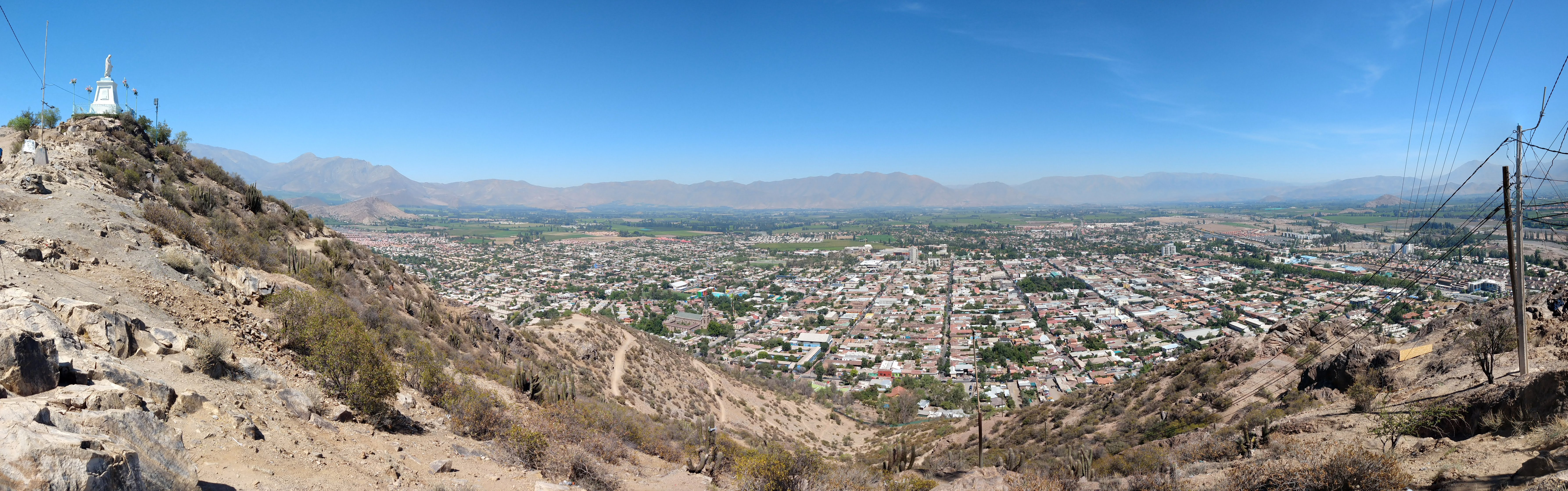
Vista panorámica de Los Andes hacia el oeste, desde el cerro La Virgen.

### Geomorfología
La comuna de Los Andes se encuentra emplazada en las unidades geomorfológicas de Cordillera andina de retención crionival y Cuencas transicionales semiáridas; La ciudad está ubicada en la cabecera de la cuenca de Los Andes (la cual forma parte del valle del río Aconcagua) con una altitud aproximada de 820 m s. n. m.

### Clima
Presenta según la clasificación climática de Köppen clima de tundra (ET), clima de tundra de lluvia invernal (ET (s)), clima mediterráneo de lluvia invernal (Csb), clima mediterráneo de lluvia invernal de altura (Csb (h)), clima mediterráneo frío de lluvia invernal (Csc) y clima semiárido de lluvia invernal (BSk (s)). El clima de Los Andes es de transición entre el clima estepárico cálido con gran sequedad atmosférica y el mediterráneo continentalizado cálido con estación seca prolongada de 6 a 7 meses, con una precipitación promedio anual de 398 mm. Los Andes posee un clima del tipo Clima mediterráneo Csb continentalizado, de acuerdo con la clasificación climática de Köppen.
La temperatura media anual para Los Andes es de 15 °C con una peculiar amplitud térmica, en donde los meses de mayor insolación puede llegar fácilmente a los 35 °C y los meses de invierno puede bajar levemente de los 0 °C.
| Parámetros climáticos promedio de Los Andes | Parámetros climáticos promedio de Los Andes | Parámetros climáticos promedio de Los Andes | Parámetros climáticos promedio de Los Andes | Parámetros climáticos promedio de Los Andes | Parámetros climáticos promedio de Los Andes | Parámetros climáticos promedio de Los Andes | Parámetros climáticos promedio de Los Andes | Parámetros climáticos promedio de Los Andes | Parámetros climáticos promedio de Los Andes | Parámetros climáticos promedio de Los Andes | Parámetros climáticos promedio de Los Andes | Parámetros climáticos promedio de Los Andes | Parámetros climáticos promedio de Los Andes |
| Mes                                         | Ene.                                        | Feb.                                        | Mar.                                        | Abr.                                        | May.                                        | Jun.                                        | Jul.                                        | Ago.                                        | Sep.                                        | Oct.                                        | Nov.                                        | Dic.                                        | Anual                                       |
| ------------------------------------------- | ------------------------------------------- | ------------------------------------------- | ------------------------------------------- | ------------------------------------------- | ------------------------------------------- | ------------------------------------------- | ------------------------------------------- | ------------------------------------------- | ------------------------------------------- | ------------------------------------------- | ------------------------------------------- | ------------------------------------------- | ------------------------------------------- |
| Temp. máx. abs. (°C)                        | 42.9                                        | 42.1                                        | 42.7                                        | 38.5                                        | 33.4                                        | 29.8                                        | 28.9                                        | 32.2                                        | 34.1                                        | 37.2                                        | 38.9                                        | 41.7                                        | 42.9                                        |
| Temp. máx. media (°C)                       | 34.4                                        | 33.8                                        | 30.1                                        | 24.7                                        | 16.2                                        | 11.1                                        | 10.8                                        | 18.9                                        | 21.8                                        | 25.2                                        | 29.5                                        | 32.1                                        | 25.6                                        |
| Temp. mín. media (°C)                       | 17.9                                        | 17.2                                        | 12.7                                        | 6.2                                         | 3.1                                         | -1.1                                        | -1.7                                        | 1.9                                         | 4.8                                         | 7.3                                         | 9.6                                         | 16.4                                        | 5.7                                         |
| Temp. mín. abs. (°C)                        | 5.4                                         | 5.1                                         | 1.8                                         | -3.9                                        | -8.7                                        | -18.8                                       | -15.2                                       | -10.2                                       | -4.2                                        | -1.1                                        | 4.4                                         | 5.8                                         | -18.8                                       |
| Precipitación total (mm)                    | 0.0                                         | 0.1                                         | 1.4                                         | 9.0                                         | 72.7                                        | 87.2                                        | 75.2                                        | 54.2                                        | 17.8                                        | 2.5                                         | 1.4                                         | 0.0                                         | 321.5                                       |
| Días de precipitaciones (≥ 1 mm)            | 0                                           | 0                                           | 1                                           | 2                                           | 6                                           | 9                                           | 7                                           | 5                                           | 2                                           | 1                                           | 1                                           | 0                                           | 34                                          |
| Fuente n.º 1: MSN 2014                      |                                             |                                             |                                             |                                             |                                             |                                             |                                             |                                             |                                             |                                             |                                             |                                             |                                             |
| Fuente n.º 2: AccuWeather                   |                                             |                                             |                                             |                                             |                                             |                                             |                                             |                                             |                                             |                                             |                                             |                                             |                                             |

### Hidrología
Esta además se halla entre las cuencas hidrográficas de río Aconcagua y río Maipo. Además, la comuna posee diversos cuerpos de agua, entre los que se destacan la laguna Betina, laguna de La Turquesa, laguna de Roberto, laguna del Inca o del Portillo, laguna del Toro, laguna Las Truchas, laguna Los Ángeles, lagunas de Muñoz, lagunas Flores y río Claro; y río Aconcagua, río Barriga, río Blanco, río Juncal, río Juncalillo y río Los Leones.

## Medio ambiente

Trazado simplificado de los ecosistemas y cuerpos de agua presentes en la comuna de Los Andes.

### Componentes bióticos
Dentro del territorio de la comuna se pueden hallar los siguientes ecosistemas:
- Bosque esclerófilo mediterráneo andino donde predominan Kageneckia angustifolia y Guindilia trinervis (Vulnerable)
- Herbazal mediterráneo andino donde predominan Nastanthus spathulatus y Menonvillea spathulata (Preocupación menor)
- Matorral bajo mediterráneo andino donde predominan Chuquiraga oppositifolia y Nardophyllum lanatum (Preocupación menor)
- Matorral bajo mediterráneo andino donde predominan Laretia acaulis y Berberis empetrifolia (Preocupación menor)
- Matorral espinoso mediterráneo interior donde predominan Trevoa quinquinervia y Colliguaja odorifera (Preocupación menor)
- Zonas geográficas hinóspitas sin vegetación (Sin información)

### Medidas de protección ambiental y conflictos socioambientales
Hasta 2022, la comuna de Los Andes cuenta con las siguientes zonas que poseen algún nivel de protección ambiental:
- Alto de la Cuenca del Mapocho (Sitios ERB)[14]
- Chacabuco - Peldehue (Sitios ERB)[15]
- Parque Andino Juncal (Sitio Ramsar)[16]
- Parque Andino Juncal (Iniciativa de Conservación Privada)[17]
- Reserva Forestal Río Blanco (Reserva Forestal)[18]
- Reserva Río Blanco (Sitios ERB)[19]
- río Aconcagua (Sitios ERB)[20]
- Santuario de la Naturaleza Los Nogales (Santuario de la Naturaleza)[21]
- Santuario de la Naturaleza Yerba Loca (Santuario de la Naturaleza)[22]
- Vegas Andinas (Sitios ERB)[23]
- Zona Media Superior Aconcagua (Sitios ERB)[24]

Dentro de la comuna se han emplazado históricamente una serie de conflictos  socio ambientales los cuales han llevado a la provincia  a ser zona de sacrificio: 
- proyecto exploración  caliente minera Nutrex SpA (Parque Andino Juncal).[26]
- parque fotovoltaico más grande del país, parque fotovoltaico Meseta de los Andes.[25]
- expansión minera Los Bronces Integrados, propiedad Anglo American.
- proyecto west wall propieda de Anglo American.[27]
- Minera Codelco  División Andina .
- Deposito de relaves Pimenton,Minera Tamidax Limitada[28]  .
- .Expansión puerto terrestre Los Andes.[29]
- Entubamiento canal Santa Rosa.
- Encarpetado canal San Miguel.

## Demografía

### Urbanismo y sociedad

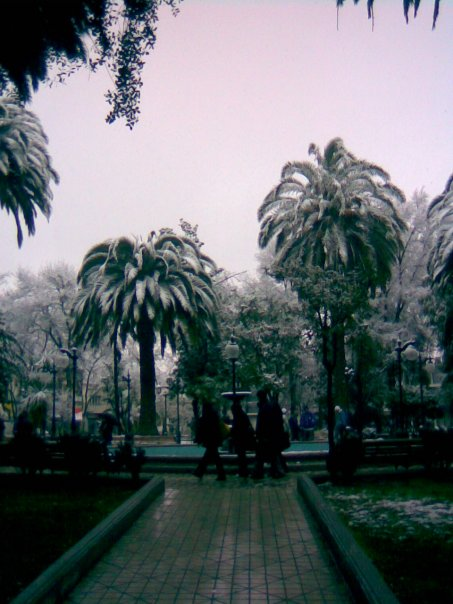
Plaza de Armas de Los Andes en los meses de invierno.

La ciudad de Los Andes se situaba originariamente enmarcada dentro de un perfecto cuadrado, conformado por las avenidas Independencia por el este, avenida Santa Teresa por el oeste, de frondosos y añosos árboles, regados por un canal que los riega de norte a sur. La avenida Argentina, también de altos y vetustos árboles por el norte y por el sur la avenida Chacabuco. Este perfecto cuadrado, conformado por cuarenta y nueve manzanas, fue construido al pie oeste del Cerro de la Virgen, en cuya cúspide cuenta con una imagen blanca de la Inmaculada Concepción de la Virgen, conocida en la ciudad como "Virgen del Valle", que se visualiza mucho antes entrar a la ciudad.
A quinientos metros al norte de la avenida Argentina, cursa el Río Aconcagua, de frías aguas de deshielo de la Cordillera de Los Andes, de lecho ancho y pedregoso y que desemboca en el Océano Pacífico, a la altura de Concón, dándole a su paso fertilidad al rico valle que toma su nombre.
La manzana central de esta cuadrado, es la Plaza de Armas de la ciudad de Los Andes, centro de reunión social obligado de la comunidad andina. Alrededor de ella se concita casi toda la actividad comercial y financiera de la urbe. 
A esta ciudad la rodean, a la plaza, sus calles principales, por el norte Esmeralda, al sur O´Higgins, al este Maipú y por el oeste Santa Rosa.
Sobre Esmeralda, la enumeración comienza en la avenida Independencia, justo en esa esquina sur, en una vieja casona de dos plantas, perimetrada por un cerco mitad ladrillos y mitad rejas, funcionó por un tiempo el Juzgado, sobra la misma vereda pero un poco más hacia el centro, la oficina de Impuestos Internos; a la altura del 130, se encuentra el edificio del Cuerpo de Bomberos Voluntarios, prestigiosa entidad de bien público, más abajo, ya frente a la Plaza de Armas misma, la Galería Comercial; en la esquina con Santa Rosa el edificio de la Gobernación, en la misma esquina, pero en la ochava opuesta, la Parroquia de Santa Rosa, principal templo católico de la Ciudad. Siguiendo hacia el oeste por la misma arteria, a dos cuadras de la plaza, el edificio de la Municipalidad.

## Administración

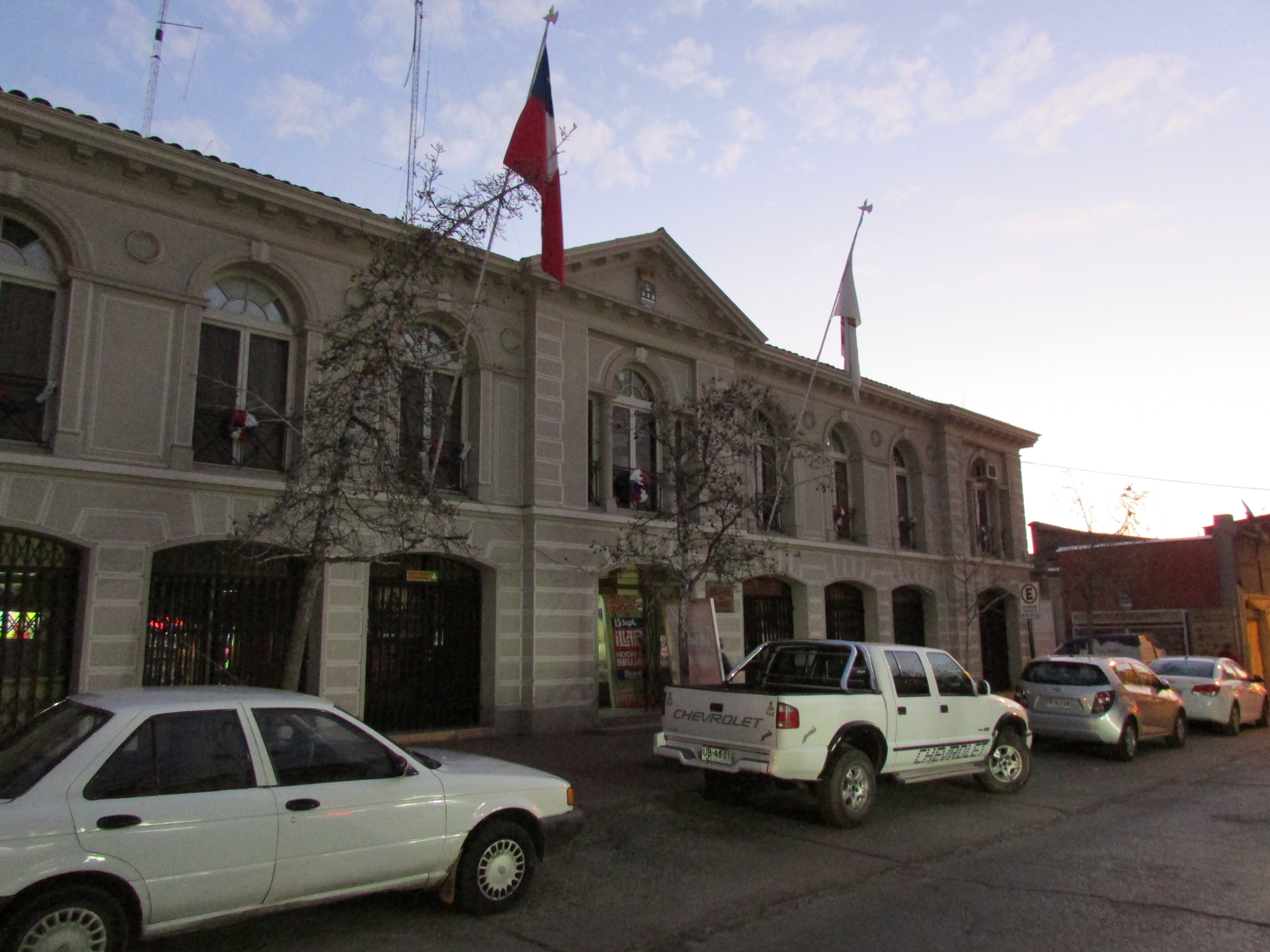
Frontis de la Ilustre Municipalidad de Los Andes.

### Municipalidad
La administración de la comuna corresponde a la Ilustre Municipalidad de Los Andes, cuya máxima autoridad es el alcalde Manuel Rivera Martínez (UDI), quien  la dirige desde 2016. El Concejo Municipal para el periodo 2024-2028 está integrado por:
- Patricio Cornejo Herrera (REP)
- Mario Méndez Allendes (FRVS)
- Marta Yochum Gajardo (UDI)
- Marianella Benavides Cárdenas (Ind./PPD)
- Nelson Vergara Henríquez (Ind./FRVS)
- Juan Montenegro González (Ind./UDI)

### Representación parlamentaria
Desde el 11 de marzo de 2018 integra la 6.ª circunscripción senatorial y 6.º distrito de diputados formada por los senadores Juan Ignacio Latorre (RD), Ricardo Lagos Weber (PPD), Isabel Allende Bussi (PS), Francisco Chahuan (RN) y Kenneth Pugh (Ind.) y por los diputados Diego Ibáñez (RD), Marcelo Schilling (PS), Carolina Marzán (PPD), Daniel Verdessi (DC), Pablo Kast (Evopoli), Camila Flores (RN), Andrés Longton (RN), y Luis Pardo (RN).

## Economía

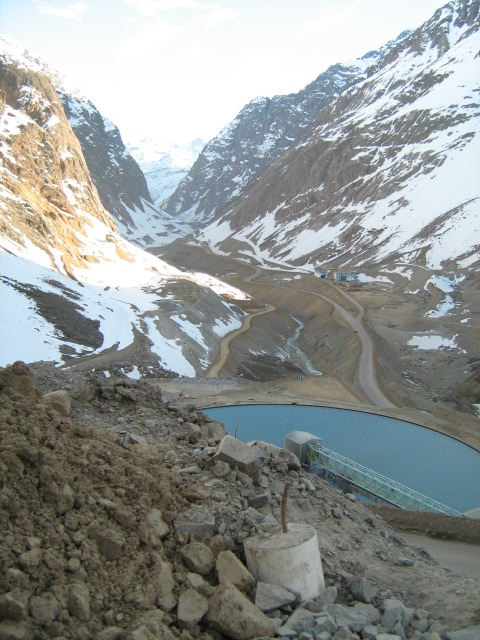
División Andina: vista del Valle Río Blanco.

Actividad fuertemente agrícola, y minera (cobre), con un completo sistema de canales que riegan adecuadamente todas las zonas de plantación. Cuenta además con la mina de cobre en el yacimiento de Río Blanco de la División Andina de CODELCO Chile. 
Tiene una buena red interna de caminos pavimentados y posee una gran cantidad de vías de comunicación hacia la Capital, hacia el Puerto de Valparaíso y hacia la Frontera con Argentina, donde está ubicado el complejo de Los Libertadores que se encuentra a 71 km de la ciudad, lo que la convierte en el Primer Puerto Terrestre de Chile y parte importante del corredor Bioceánico.
En 2018, la cantidad de empresas registradas en Los Andes fue de 1.765. El Índice de Complejidad Económica (ECI) en el mismo año fue de 1,03, mientras que las actividades económicas con mayor índice de Ventaja Comparativa Revelada (RCA) fueron Fabricación de Partes y Accesorios para Vehículos Automotores y sus Motores (75,3), Servicios Profesionales de Topografía y Agrimensura (45,33) y Casas de Cambio y Operadores de Divisa (24,81).

### Turismo

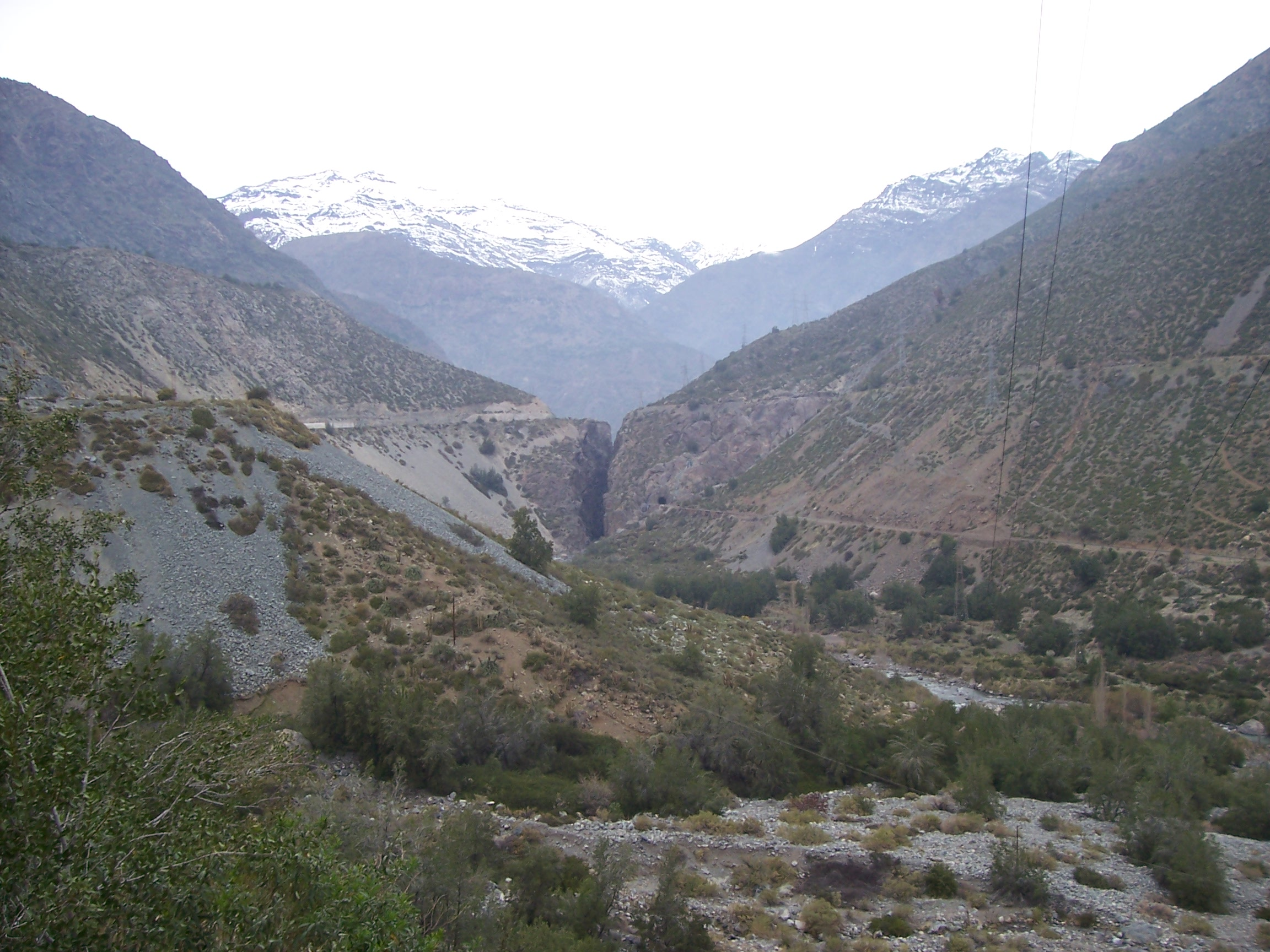
El Salto del Soldado.

En la comuna de Los Andes existe una gran variedad de atractivos, tanto naturales, históricos y patrimoniales (recién señalados) que son visitados año a año por turistas de Chile, Sudamérica y todo el mundo. El atractivo más conocido de la comuna es el Centro Invernal Portillo que alberga a los mejores esquiadores del hemisferio norte, brasileños y sudamericanos en general que vienen a deleitarse, con la que dicen, una de las mejores nieves del mundo, ubicado a los pies de este mismo complejo deportivo, está la Laguna del Inca, maravillosa por su variedad en colores a lo largo del día. En algunos inviernos, está al congelarse, puede ser utilizada como centro de patinaje.
Al ubicarse en la precordillera andina, Los Andes favorece enormemente la caminata de montaña o excursionismo en deporte de alta aventura. 
De gran atractivo son los miradores que posee el Cerro de la Virgen o Cerro de las Piedras Paradas, se ubica en pleno corazón de Los Andes. Este parque municipal permite contemplar la ciudad en toda su extensión, su cima alcanza una altura de 1000 metros. Tiene dos vías de acceso a la cima, un sendero peatonal por el costado de Avenida Independencia y un camino vehicular hasta la cima por Avenida Enrique de la Fuente. En su cima se emplaza la imagen de la Purísima Virgen del Valle, erigida por el Párroco Pbro. Quiterio Guesalaga en 1902, la que despierta gran devoción. La escultura de la Virgen María, se construyó en la Casa Raff de París y tienen unas dimensiones de 3,10 metro de alto y pesa algo más de dos mil kilos. A los pies del cerro hoy se emplaza también la Biblioteca Municipal Hermano Emeterio José. 
En el sector rural, podemos destacar el monumento natural Valle del Río Blanco, donde se observa una gran diversidad en flora y fauna silvestres, llamando poderosamente la atención la presencia de imponentes animales como pumas y cóndores. Otros atractivos naturales son El Salto del Soldado (donde se cuenta la leyenda del soldado patriota que, huyendo de la persecución española, saltó a caballo sobre un enorme precipicio bajo el cual corre el río), y en la alta cordillera, junto al centro de esquí Portillo (uno de los más modernos del país), se observa la hermosa Laguna del Inca. 
Subiendo hasta el límite fronterizo con Argentina, se ubica la estatua del Cristo Redentor, obra del escultor argentino Mateo Alonso, inaugurada el 13 de marzo de 1904 para testimoniar la paz entre chilenos y argentinos.
La Ilustre Municipalidad de Los Andes cuenta con una Oficina de turismo, la cual se preocupa de difundir y desarrollar el turismo en la comuna. 
Además Los Andes se encuentra muy comprometida con el turismo a nivel de privados, los empresarios se han unido y han formado una Asociación Gremial llamada Turismo Aconcagua A.G. Al mismo tiempo esta Asociación pertenece a La Mesa de Turismo de Aconcagua que reúne a todas las cámaras y asociaciones del Valle de Aconcagua que luchan por transformar al Valle en un destino turístico reconocido a nivel nacional e internacional.

### Corredor Los Andes
El túnel a baja altura que conectará a Chile con Argentina, convertirá a esta ciudad en el puente entre los océanos Atlántico y Pacífico, y a Chile en un país de servicios y plataforma para el comercio mundial. Proyecto de capitales privados de más de US$ 3 mil millones de inversión en su etapa inicial y que unirá Mendoza con Los Andes, a través de un sistema ferroviario que contará con un túnel a baja altura de 52 kilómetros de extensión, como respuesta de excelencia al colapsado paso Los Libertadores y que transformará a Sudamérica en el ‘Canal de Panamá del Sur’.

## Lugares de interés

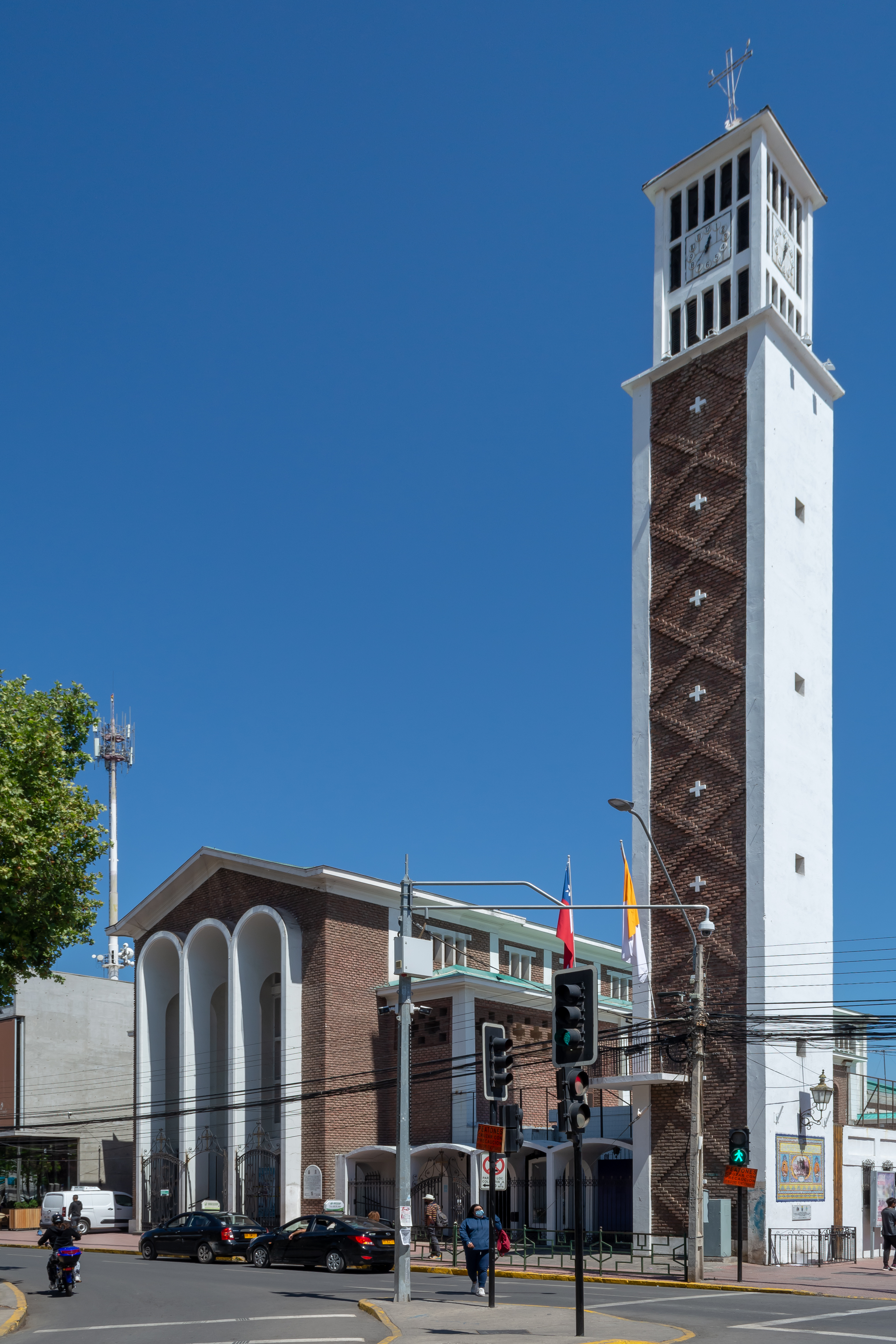
Iglesia de Santa Rosa, frente a la Plaza de Armas.

El centro de la ciudad ha sido declarado zona típica, por la presencia de algunas construcciones de gran valor histórico y por el trazado de damero, tradicional de las ciudades españolas en América, proyectado por el arquitecto italiano Joaquín Toesca y Ricci. Al centro del damero se encuentra la Plaza de Armas, con tres niveles, única en Chile, y equilibrio octogonal en jardines, pasillos, fuentes y monumentos. Frente a ella se encuentra los siguientes: 

### Parroquia de Santa Rosa de Lima de Los Andes
El Templo actual, que data de la década de 1950, es el tercero que se levanta en este lugar. El primero data de 1795, pequeño y con dos torres, atribuido al arquitecto Joaquín Toesca, el cual resistió el sismo de 1822 pero colapsó con el de 1851. En 1804 fue elevado a la categoría de Parroquia, por el Obispo Francisco José Marán y Geldres. Este templo recibió la Misión Muzzi, enviada por el Papa Gregorio XVI para estudiar el reconocimiento de la Independencia nacional. En esta misión venía el sacerdote Giovanni María Mastai Ferreti, futuro Papa Pío IX. 
El segundo templo, de estilo neoclásico, tenía una torre ubicada al centro, con un reloj traído desde Francia. La torre es dañada por los sismos de 1906 y 1939, finalmente en 1949 se decide su demolición. En 1955 se construye el actual Templo Parroquial, obra de los arquitectos Ezequiel Fontecilla y Fernando Debesa, calculada por el ingeniero Carlos Infante en 1949. Comprende un conjunto de dos volúmenes, nave y torre unidos por una arquería. La nave en planta basilical, tiene la central con una altura de 15 m cubierta a dos aguas y dos laterales con 10 m de altura separadas por una arquería con arcos de medio punto, de carácter románico. El campanario se eleva 30 metros sobre una planta cuadrada de 4,5 × 4,5 m por su ubicación en la esquina y altura hacen de ella el hito en el damero fundacional. La fachada principal es de composición simétrica, presenta un pórtico con tres vanos que rematan en arco de medio punto, con marcado sentido vertical. Su interior contiene imágenes policromadas de gran valor artístico, como San Sebastián, realizada en tamaño natural por el Padre Juan Bitterich y Jacobo Kellner, de la Compañía de Jesús, en el siglo XVII. También destaca el gran Cristo del Altar Mayor y la imagen del Señor de los Pobres, colonial, policromada y vestida como imagen de Cristo Rey, sentado en su trono, descalzo y pidiendo limosna.

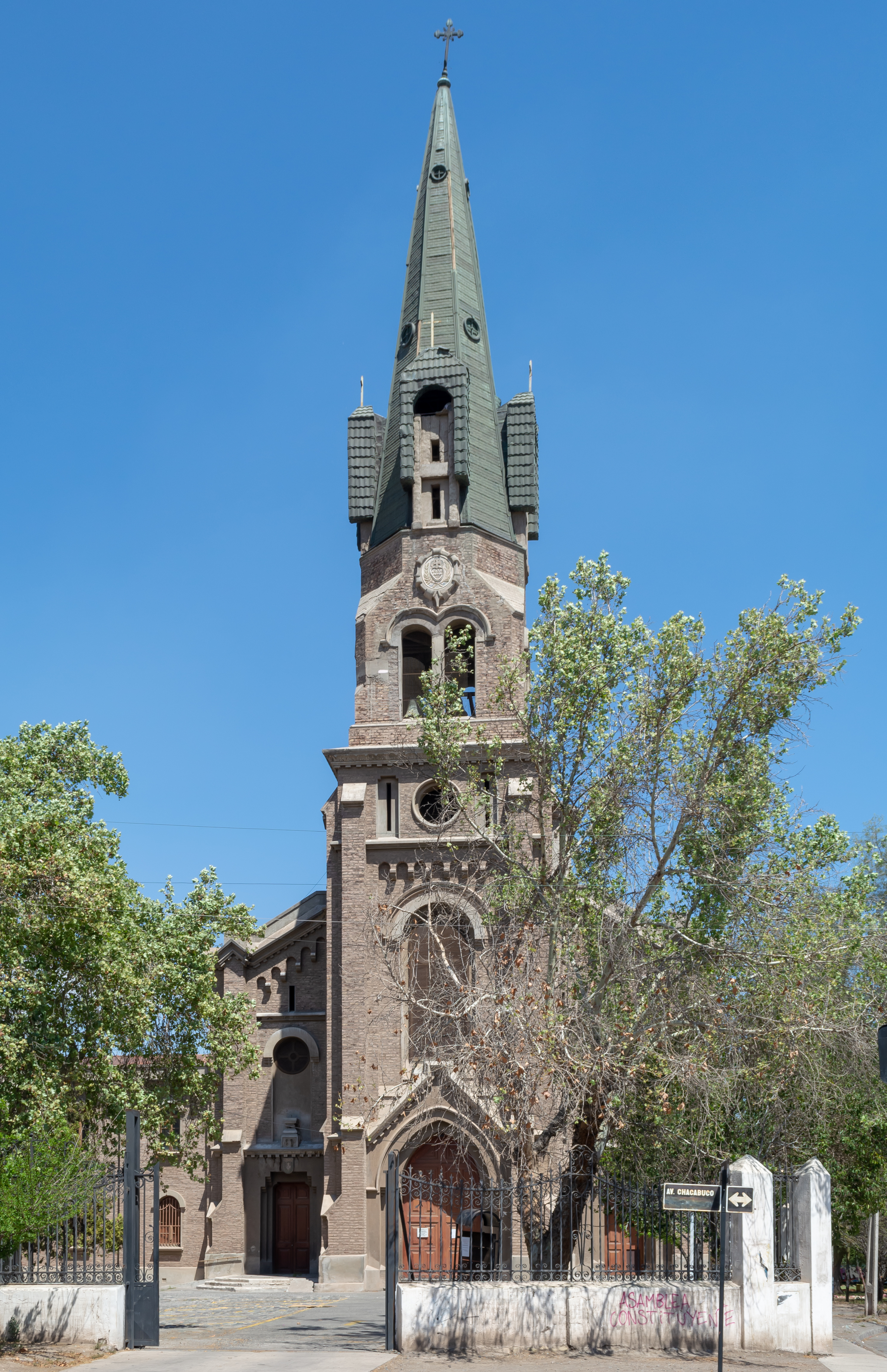
Iglesia de los Pasionistas.

### Parroquia del Santo Cristo de la Salud
Estos religiosos, los Padres Pasionistas, llegados en 1918 a la ciudad para realizar su labor apostólica y misionera centrada en la Pasión y Cruz de Cristo, se instalaron en terrenos donados por la señora Dolores de la Fuente. En 1935 iniciaron la construcción del noviciado y del Templo, de estilo Románico catalán, proyectado por el arquitecto José Forteza. Fue construido de ladrillo por los propios religiosos, con bellos vitrales, y terminado hacia 1951. En su interior destaca la imagen del Santo Cristo de la Salud, traído por los Padres desde España. Es una réplica del Cristo de Limpias, que se ubica en Santander, España. Cuenta la historia que una grave epidemia de viruela asoló a la ciudad dejando cientos de víctimas. Los religiosos habilitaron un hospicio para atender a los enfermos, incluso uno de los religiosos contrajo el mal. Sin embargo, al encomendarse al Cristo, muchos enfermos sanaron de este mal entonces incurable, y hasta hoy tiene numerosos devotos. Su fiesta se celebra con gran solemnidad los días 27 de cada mes, donde se impone la unción de los enfermos y se celebra la Santa Misa. La fiesta principal del Santo Cristo es el último domingo de noviembre.  
También españolas son las imágenes de Nuestra Señora de la Santa Esperanza, San José y San Roque, que presiden el ábside, bajo el cual se encuentra el Sagrario, de precioso mármol. A un costado del Altar Mayor se encuentra el Altar e imagen de Santa Gema Galgani, una joven italiana de principios del siglo XX que vivió una intensa vida de oración, penitencia y caridad, siguiendo el llamado de su amado Jesús. No pudo cumplir su deseo de ser religiosa pasionista, debido a que era muy enfermiza. Tuvo varias visiones y recibió el don de los estigmas. Su intercesión despierta la devoción de numerosos fieles que los días catorce de cada mes acuden al templo para participar de la Santa Misa y venerar su reliquia, que se conserva en un bello relicario. 

### Parroquia de La Asunción de Nuestra Señora
Levantada a fines del siglo XIX por los religiosos asuncionistas y demolida luego del terremoto de 1985 que la dejó con graves daños. Desde esa fecha pasó a pertenecer al Obispado de San Felipe, quien se encargó de su reconstrucción, finalizada en 1990. El Templo actual, más pequeño, conserva reminiscencias de la arquitectura del antiguo y hermosas reliquias de este, como la imagen de La Asunción de la Virgen, que preside el presbiterio, y el Altar del Santísimo Sacramento, a un costado del Altar Mayor. En la parte posterior se ubica una Gruta de Nuestra Señora de Lourdes, ante la cual, según la tradición, habría rezado Santa Teresa de Los Andes el día de su primera visita antes de ingresar al Monasterio carmelita.

### Parroquia Nuestra Señora de Fátima
Erigida como tal en 1958 por Monseñor Fray Roberto Bernardino Berríos Gaínza o.f.m., se ubica en el histórico barrio Centenario, que surgió a principios del siglo XX. La parroquia surgió a partir de una pequeña capilla que existía anteriormente en el sector. Su estilo es transitorio entre el contemporáneo y la tendencia preconciliar de Templo procesional. Es presidido por la imagen de la Santísima Virgen, y en ella se cultiva desde bastantes años la devoción al Rosario y la adoración al Santísimo Sacramento.

### Antiguo Monasterio del Espíritu Santo
El Antiguo Monasterio del Espíritu Santo, de la Orden de las Carmelitas Descalzas es Monumento Nacional desde 1987, fue construido entre los años 1920 y 1925. Anterior a esa fecha, el monasterio funcionaba en una casona cercana al lugar, ubicada entre Avenida Sarmiento y calle Los Villares, donde vivió su consagración religiosa Santa Teresa de los Andes (1900-1920) que ingresó al Monasterio con el nombre de Teresa de Jesús. Sólo once meses pudo estar en este lugar, donde murió el 12 de abril de 1920, luego de tomar sus votos. Poco después, por problemas de espacio, se construye a un costado de la casona, un nuevo edificio para el convento, a donde las religiosas se trasladaron junto a los restos de Sor Teresa, que fueron sepultados en el cementerio de dicho lugar. Luego, en el año 1940, los restos de ella fueron trasladados al Coro Bajo (lugar desde el cual las religiosas participaban de los actos litúrgicos sin ser vistas, protegidas por una reja y cortinaje que aún se observan), junto a la nueva Capilla (también Monumento Nacional, de estilo gótico con hermosos vitrales que narran las historias de la Virgen del Carmen, Santos carmelitanos y de los profetas Elías y Eliseo). Aquí permanecieron junto a sus Hermanas Carmelitas hasta el 18 de octubre de 1987, cuando fueron trasladados junto con las religiosas al nuevo convento y Santuario de Auco, comuna de Rinconada. Actualmente, el convento pertenece al Obispado de San Felipe y en él se ubica un Museo que recuerda a Teresita, que fue canonizada por el Papa Juan Pablo II el 21 de marzo de 1993. En el Monasterio, de ladrillo con claustros de bóveda románica, se conservan hoy tres patios y existe un Museo Religioso en las celdas del segundo piso, con objetos pertenecientes a Santa Teresa y recreaciones de escenas de su vida. También permanece la huerta con una Gruta de Nuestra Señora de Lourdes, donde Teresita conversaba con la Virgen. En el exterior, hay una gruta a Santa Teresa donada por el municipio andino, en cuyas paredes laterales aún se pueden observar placas de agradecimiento de la década de 1940.

### Lugares no eclesiásticos

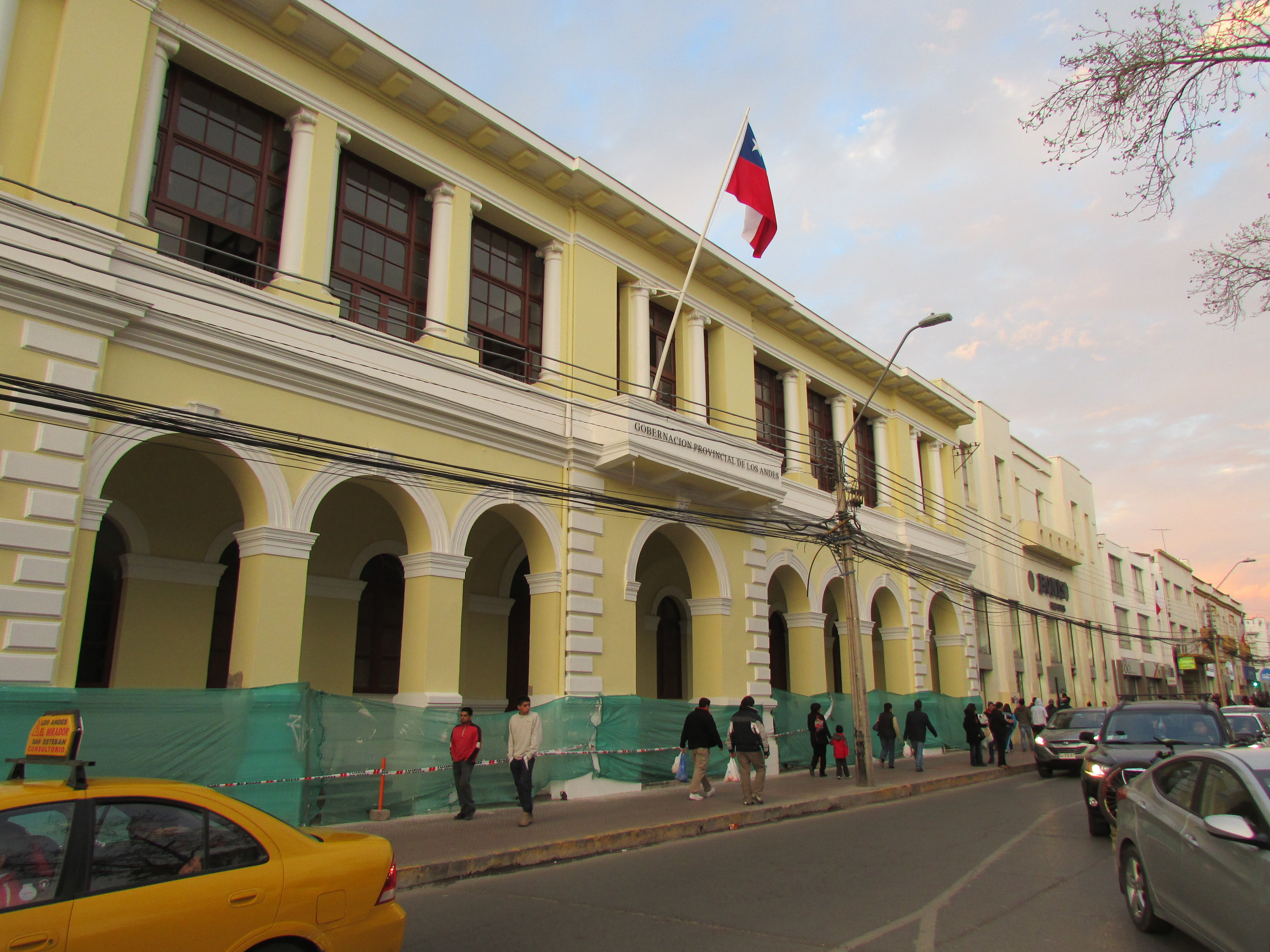
Edificio de la Gobernación Provincial de Los Andes.

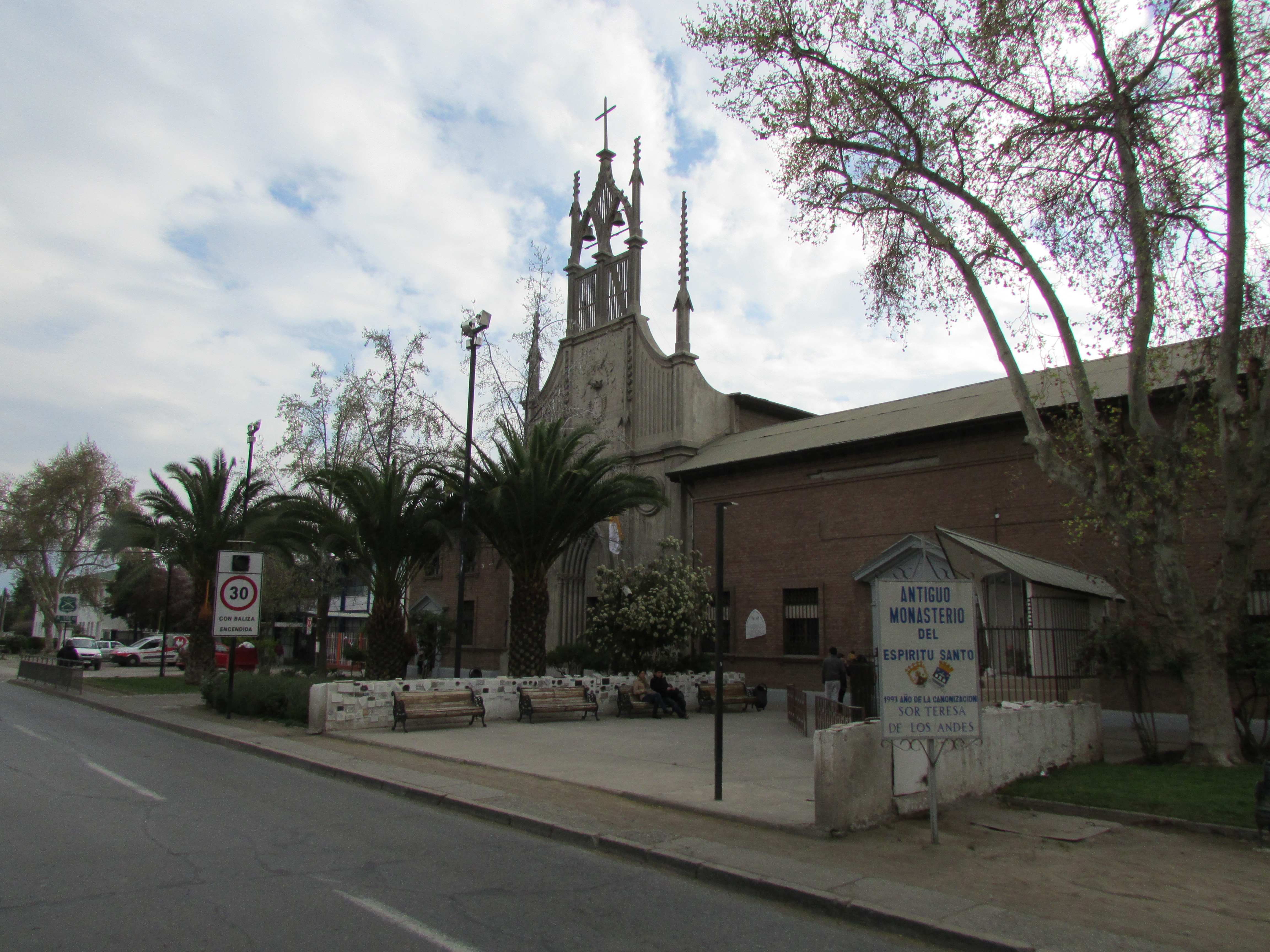
Antiguo Monasterio e Iglesia de las Carmelitas Descalzas.

- Gobernación Provincial y Correo, de estilo neoclásico, ubicados frente a la Plaza de Armas. Fue construido en 1889 y declarado Monumento Nacional el año 2000, en él se hospedó el presidente José Manuel Balmaceda en sus viajes hacia Argentina. Con los sucesivos terremotos ha sufrido daños serios que incluso lo llevaron a perder la mansarda que poseía sobre el segundo piso. Este edificio alberga a distintos servicios públicos, tales como la Gobernación Provincial, Inspección del Trabajo, Cantón de Reclutamiento, Registro Civil y Correos de Chile. Hoy se encuentra remodelado por estrictas normas de restauración del Consejo de Monumentos Nacionales.
- Museo Histórico y Arqueológico de Los Andes, frente al ex Monasterio del Espíritu Santo. Fue montado en una antigua casa y en él se guarda una colección de objetos cerámicos de las distintas culturas. Presenta una selección de los más característicos vestigios, efectos o instrumentos de uso doméstico y ceremonial, de culturas atacameñas, mapuches e incas que ocuparon el Valle de Aconcagua, incluyendo una momia incaica. Exhibe además armas y muebles de la época de la Independencia de Chile.

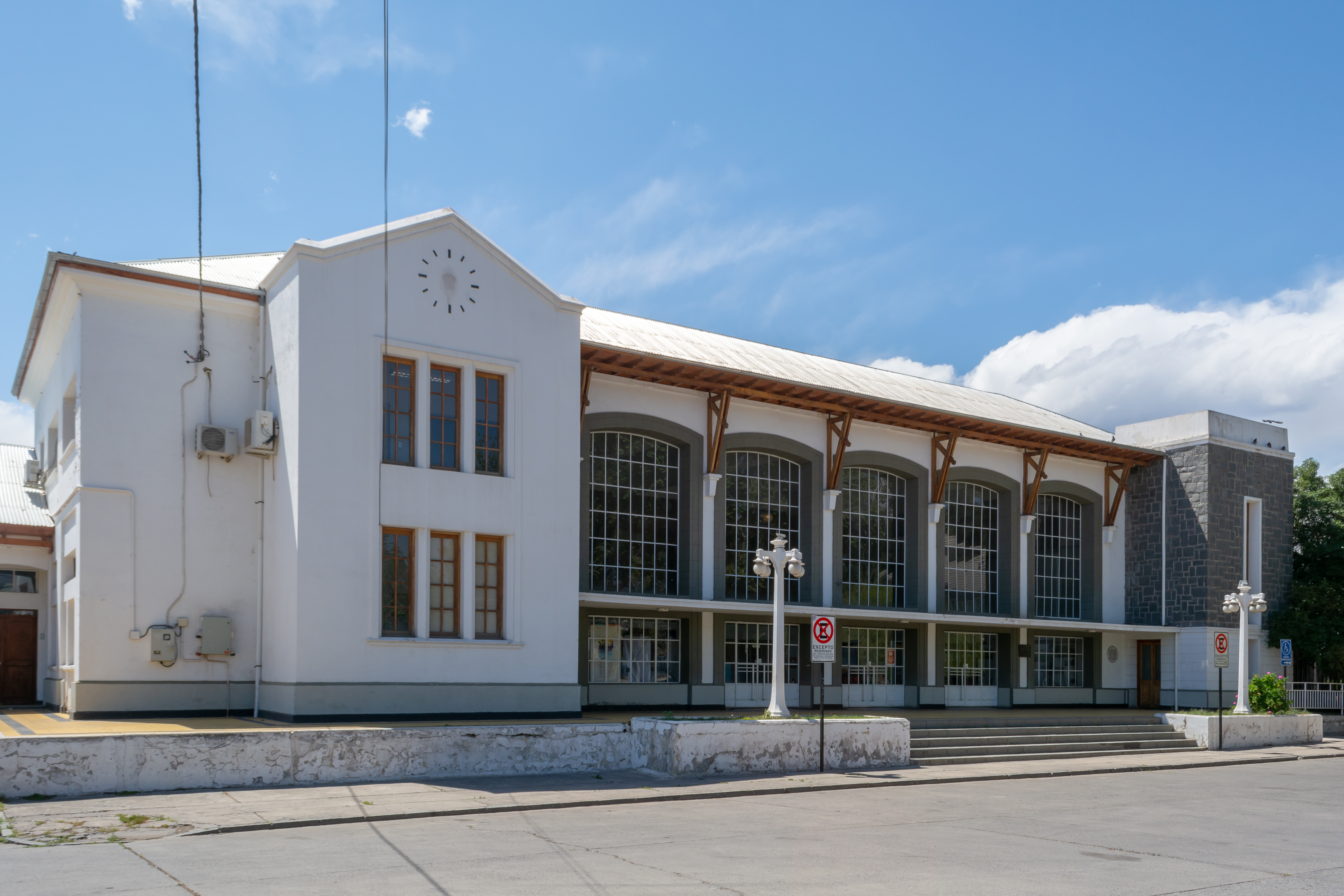
Estación Los Andes.

- Estación de Ferrocarriles de Los Andes: Esta estación, construida en piedra, constituía la punta de rieles del ramal que se inicia en Llay Llay y que unía a Los Andes con el ferrocarril Santiago-Valparaíso a través de una vía de trocha ancha que llegó hasta esta ciudad en el año 1874 y dejó de operar a comienzos de la década de 1990. Junto con ello, servía de punto de combinación con la punta de rieles del ferrocarril Trasandino Los Andes - Mendoza, vía de trocha métrica construida por los hermanos Juan y Mateo Clark cuya construcción comenzó en el año 1889 y que solo pudo concluirse en el año 1910. La estación del ferrocarril Trasandino, construida en madera, se ubicaba dos cuadras hacia el oriente, detrás de donde hoy se encuentra el Instituto Chacabuco de los Hermanos Maristas. A la Estación de Los Andes arribó desde Santiago en mayo de 1919, Juanita Fernández Solar, para ingresar al monasterio carmelita con el nombre de Sor Teresa de Jesús, hoy conocida como Santa Teresa de los Andes. La estación disponía de los andenes y de un gran Hall de acceso, donde se encuentra el mural "El Abrazo de los Pueblos", obra del pintor Gregorio de la Fuente, quien también realizó los murales de la estación de La Serena y Concepción. Entre 2014 y 2016 fue restaurado y habilitado por parte de CODELCO División Andina, Funfación de Orquestas Infantles FOSILA y la Corporación de Desarrollo Pro Aconcagua, y el sector de los andenes hoy es parcialmente utilizado como terminal de buses.
- Casa de Gabriela Mistral: Ubicada en el sector de Coquimbito, fue habitada por la poetisa y Premio Nobel de Literatura, entre 1912 y 1918 cuando fue maestra del Liceo de Niñas de Los Andes, emplazado donde hoy se ubica el Círculo Italiano.
- Caseta de correo: Construida por orden de don Ambrosio O'Higgins, se emplaza junto al refugio militar de Juncal, en el Camino Internacional. Es la única que se conserva hasta nuestros días, de la red de correo de la Corona española entre ambos océanos. Declarada Monumento Nacional en 1984.

#### Maestranza del Ferrocarril Trasandino
Estas son dependencias que pertenecieron a la antigua maestranza del Ferrocarril Trasandino (1910 - 1984) que unía Argentina (Mendoza) y Chile (Los Andes). En galpones se conservan algunas reliquias históricas del tren, declaradas Monumentos Históricos Nacionales:
- Locomotora a Vapor tipo Z: Actualmente fuera de servicio, N° 3348, de disposición de ruedas 0-8-8+0-6-OT. Es de tipo Kitson (en Leeds), fue utilizada para carga y pasajeros. Se usó con ocasión de los Trenes Exploradores movilizados con motivo de la visita del Presidente Argentino Juan Domingo Perón en febrero de 1953. Fue dada de baja por Decreto N° 5/15 de agosto de 1978. En sus últimos años de servicios estuvo destinada a faenas de despeje de la vía. Se está evaluando su recuperación a una condición operativa para viajes turísticos en el tramo operativo del FCTC. Fue utilizada en la filmación de la serie de televisión Crónica de un Hombre Santo (Vida y obra de San Alberto Hurtado), exhibida por la Corporación de Televisión de la Pontificia Universidad Católica de Chile en 1990.
- Barrenieves a Vapor: con N °43060, no motorizado, fabricado en la industria Cooke de la ALCO en 1907. Usado para despejar la vía desde Río Blanco a la Frontera. El FCTC no poseyó ninguna otra pieza de las mismas características. Es el único barrenieves rotatorio a vapor existente en América del Sur. Aún está en buen estado de conservación, aunque no es posible devolverlo a un estado operativo.
- Máquinas Eléctricas tipo E-100: que comprende las de N ° 101, 102 y 103; la máquina E-102 convoyó, entre Las Cuevas y Río Blanco, el Tren Presidencial que trajo a Chile al presidente argentino Juan Domingo Perón en febrero de 1953. La locomotora E-101 estuvo en condición operativa hasta inicios de los años 90. La ausencia de electrificación en el FCTC no hace posible devolver a estas máquinas a un estado operativo.
- Máquinas Eléctricas tipo E-200: N°s 201 y 202; la máquina E-202 estuvo operativa hasta 1997, año en que se retiró la electrificación en el tramo comprendido entre Los Andes y Río Blanco. Actualmente no es posible devolverlas a un estado operativo.
- Automotor Diésel: El ADI-1015 dejó de operar en forma regular en 1979, cuando se suprimió el tráfico internacional entre Los Andes y Mendoza. Actualmente, se está trabajando para devolverlo a una condición operativa para viajes turísticos entre Los Andes y Río Blanco.
- Coche de Pasajeros de 1.ª clase: N ° it-83 con carrocería de madera, de fabricación inglesa del año 1906, adquirido para la inauguración de los servicios internacionales. De 19 toneladas y capacidad de 44 pasajeros sentados. Existían cuatro coches de este modelo, entre los cuales el it-83 es el cuya condición es menos deteriorada. La gran mayoría de los equipos de pasajeros o de carga originales del FCTC han sido desmantelados, vendidos como chatarra. Entre el material que sobrevive, el coche it-83 es el ítem mejor conservado. Para permitir su restitución, se debería sacar piezas reutilizables de los coches it-81, 84 y 87, botados en el patio de Los Andes.
- Coche Auxiliar: N ° IT t –7; este coche se encuentra en buen estado de conservación y es utilizado por Fepasa para el transporte de equipo en caso de accidente y desrrielos. También ha sido utilizado en avisos promocionales.
- Coche Auxiliar: IT-t (ex D-t 55): este coche se encuentra bien conservado, aunque en estado de abandono, y ha sido utilizado temporalmente como garita de los guardias de vigilancia.

Estas instalaciones actualmente son administradas por FEPASA, empresa que opera el ferrocarril que transporta el concentrado de Cobre desde Saladillo hasta la refinería ubicada en el puerto de Ventanas.

## Deportes
En Los Andes se encuentra el prestigioso [cita requerida] club de baloncesto Club Liceo Mixto de Los Andes. Participante durante años en la División Mayor del Básquetbol de Chile, o DIMAYOR, donde fue campeón en múltiples oportunidades y que en la temporada 2011-2012 y luego de derrotar a la Universidad de Concepción por 4-2 en la serie final, logró obtener la cuarta corona de la liga, además en la misma temporada logra el título de la Copa Chile de Baloncesto. Entre sus basquetbolistas históricos más destacados se encuentran Patricio Briones, Galo Lara, Rodrigo Espinoza, Terrence Hill, Patrick Sáez, Lino Sáez, Claudio Gallardo y 2 jóvenes promesas seleccionados nacionales Joaquín Arcos y Gustavo Araya.
En el fútbol existe el equipo Trasandino que actualmente juega en la Segunda División Profesional del fútbol chileno. Dentro su palmarés está el haber obtenido los títulos de campeón, tanto en 1985 por la Segunda División (actual Primera B) como en 2012 por la Tercera División A, e incluso durante su historia ha participado durante tres temporadas en Primera División. Trasandino disputa sus partidos de local en el Estadio Regional de Los Andes, con capacidad para 2800 espectadores. Su clásico rival es Unión San Felipe, con quienes disputa el "Clásico del Aconcagua".
Los deportes de montaña ocupan un lugar importante en la práctica deportiva competitiva y no competitiva. La gran cantidad de superficies nevadas, sus altas cumbres, sus inmensos cajones y quebradas permiten la práctica deportiva o recreativa de la escalada, las travesías, el esquí alpino y randonée, el excursionismo, campamentos y el ciclismo de montaña. Todas estas actividades buscan el menor impacto en el ambiente, la tecnificación de su práctica y la colaboración mutua, tareas individuales y comunitarias que deben ser asumidas por personas, colegios, clubes, asociaciones y demás instituciones vinculadas al quehacer de montaña. El esquí es practicado durante el invierno en Portillo ubicado a 62 kilómetros de la ciudad y en donde se disputó el Campeonato Mundial de Esquí Alpino de 1966, principal evento deportivo a nivel mundial que se ha disputado en la comuna de Los Andes. También el esquí fuera de pista es de gran atractivo de extranjeros y nacionales en el nuevo centro de esquí El Arpa ubicado en la comuna de San Esteban, a pocos kilómetros de la ciudad de Los Andes. También se ubican en esta zona el glaciar de Juncal, 3100 metros, y otras altas cumbres como el Alto Los Leones, La Posada, La Gloria, Alto el Cobre, etc. 
También un deporte muy popular en esta ciudad es el rugby, donde el equipo Halcones Rugby Club ha sido partícipe de diversos campeonatos que ha organizado la Asociación de Rugby Santiago siendo campeón de la Liga Escolar en 2006 y vicecampeón en 2007. También ha tenido brillantes actuaciones en el campeonato de la Asociación Regional de Rugby Valparaíso, durante los años 2008 y 2009.
Uno de los deportes más practicados es el tradicional rodeo chileno, todos los años en Semana Santa se corre el famoso rodeo de Los Andes. En 1954 se realizó en esta ciudad el Campeonato Nacional de Rodeo y en muchas ocasiones han logrado clasificar a este campeonato jinetes de Los Andes.

## Medios de comunicación

### Radioemisoras
FM
- 88.1 MHz Ser FM
- 88.5 MHz Radio Superandina
- 89.3 MHz FM Dos
- 90.1 MHz Radio Pudahuel
- 90.7 MHz Radio Amanecer
- 91.7 MHz Radio Aconcagua
- 92.7 MHz Inicia Radio
- 93.3 MHz Radio Beethoven
- 93.9 MHz Raudal FM
- 95.1 MHz Líder FM
- 95.7 MHz FM Kayros
- 96.1 MHz La Metro FM
- 96.9 MHz ADN Radio Chile
- 97.5 MHz Radio Contemporánea
- 97.9 MHz Estilo FM
- 98.3 MHz Radio Carnaval
- 98.7 MHz Beat FM
- 99.1 MHz Radio Armonía
- 99.5 MHz Radio Buena Onda
- 100.3 MHz Dulce FM
- 100.9 MHz Preludio Radio
- 101.3 MHz FM Okey
- 102.3 MHz Radio Agricultura
- 102.7 MHz El Conquistador FM
- 103.1 MHz Radio Lovely
- 103.5 MHz Radio Bío-Bío
- 104.3 MHz Okey Music
- 105.1 MHz Digital FM
- 105.7 MHz Radio Encuentro FM
- 106.5 MHz Radio Crystal
- 107.9 MHz Radio Comunitaria Fátima

AM
- 1500 kHz Radio Trasandina
- 1550 kHz Radio Provincial
- 1590 kHz Radio Aconcagua

### Televisión
TDT
- 6.1 - Chilevisión HD
- 6.2 - UChile TV
- 8.1 - Canal 13 HD
- 8.2 - T13 En Vivo
- 10.1 - TVN HD
- 10.2 - NTV
- 25.1 - VTV
- 25.2 - TV Costa
- 25.3 - Tevex

Cable
- 13 - Frecuencia 7 (VTR)
- 14 - Valle Televisión (VTR)
- 15 - Quintavisión (VTR)
- 65 - Valle Televisión (Gtd/Telsur)
- 779 - Cultura Online (Mundo)